# Harold Macmillan
Maurice Harold Macmillan, 1:e earl av Stockton, född 10 februari 1894 i Chelsea i London, död 29 december 1986 på Birch Grove nära Horsted Keynes i West Sussex, var en brittisk konservativ politiker och landets premiärminister 1957–1963. Han fick smeknamnet "Supermac" och var känd för sin pragmatism, kvickhet och orubblighet.
Macmillan skadades allvarligt som infanteriofficer under första världskriget. Han led av smärta och delvis orörlighet under resten av sitt liv. Efter kriget gick han med i familjens bokförlag och kom sedan in i parlamentet vid valet 1924 för Stockton-on-Tees. Han förlorade sin plats 1929 och återfick den 1931, varefter han uttalade sig mot den höga arbetslösheten i Stockton. Han motsatte sig den konservativa regeringens eftergiftspolitik mot Tyskland. Han nådde höga ämbeten under andra världskriget som en skyddsling till premiärminister Winston Churchill. På 1950-talet tjänstgjorde Macmillan som utrikesminister och finansminister under Anthony Eden.
När Eden avgick 1957 efter Suezkrisen efterträdde Macmillan honom som premiärminister och ledare för det konservativa partiet. Han var en en-nations-tory av den disraeliska traditionen och stödde efterkrigstidens konsensus. Han stödde välfärdsstaten och nödvändigheten av en blandekonomi med vissa nationaliserade industrier och starka fackföreningar. Han förespråkade en keynesiansk strategi med underskottsutgifter för att upprätthålla efterfrågan och en korporativistisk politik för att utveckla den inhemska marknaden som tillväxtmotor. Han gynnades av gynnsamma internationella förhållanden och presiderade under en tid av välstånd, kännetecknad av låg arbetslöshet och hög – om än ojämn – tillväxt. I sitt tal i juli 1957 sa han till nationen att den "aldrig hade haft det så bra" ('never had it so good'), men varnade för farorna med inflation och sammanfattade 1950-talets bräckliga välstånd.
En av de mer akuta frågorna som Macmillian ställdes inför var Cypernfrågan, indirekt påverkad av krisen i Suez, men även av ett gerillakrig som fördes av EOKA. Macmillian utarbetade planen som utmynnade i Zürichavtalet. Det gav Cypern självständighet efter århundraden som utländsk besittning, de senare årtiondena som kronkoloni. Han undertecknade avtalet i London tillsammans med de båda andra pretendenterna om ön, Turkiet under Adnan Menderes och Grekland under Konstantin Karamanlis. Enligt det ingångna avtalet fick Storbritannien behålla två suveräna militärbaser på Cypern, Dhekelia och Akrotiri, vilka de ännu besitter, och fick, liksom Turkiet och Grekland, militär interventionsrätt på hela ön. Han ledde de konservativa till framgång 1959 med en ökad majoritet.
I internationella frågor arbetade Macmillan för att återuppbygga den speciella relationen med USA från spillrorna av Suezkrisen 1956 (som han hade varit en av arkitekterna till) och underlättade avkoloniseringen av Afrika. Genom att omstrukturera nationens försvar för att möta kärnvapenålderns realiteter avslutade han värnplikten, stärkte kärnvapenstyrkorna genom att skaffa Polaris och banade väg för provstoppet för kärnvapen tillsammans med USA och Sovjetunionen. Efter att Nassauöverenskommelsen underminerat de anglo-amerikanska strategiska relationerna, sökte han en mer aktiv roll för Storbritannien i Europa, men hans ovilja att avslöja USA:s kärnvapenhemligheter för Frankrike bidrog till ett franskt veto mot Storbritanniens inträde i Europeiska ekonomiska gemenskapen. Mot slutet av hans tid som premiärminister skakades hans regering av Vassalltribunalen och Profumoaffären, som för både kulturkonservativa och anhängare av motsatta partier tycktes symbolisera det brittiska etablissemangets moraliska förfall. Efter sin avgång förde Macmillan en lång tillbakadragenhet som en äldre statsman och var en aktiv medlem av överhuset under sina sista år. Han avled i december 1986 vid 92 års ålder.

## Tidiga år

### Familj
Macmillan föddes den 10 februari 1894 på 52 Cadogan Place i Chelsea, London, som son till förläggaren Maurice Crawford Macmillan och Helen (Nellie) Artie Tarleton Belles, konstnär och societetslejon från Spencer, Indiana. Han hade två bröder, Daniel, som var åtta år äldre, och Arthur, som var fyra år äldre. Hans farfar Daniel MacMillan, som grundade Macmillan Publishers, var son till en skotsk torpare från Isle of Arran. Macmillan betraktade sig själv som skotte.

### Utbildning och tidiga politiska åsikter
Macmillan fick en intensiv tidig utbildning, tätt vägledd av sin amerikanska mor. Han lärde sig franska i hemmet varje morgon av en rad barnkammarjungfrur och tränade dagligen på mr Macphersons gymnastik- och dansakademi, som låg runt hörnet från familjens hem. Från sex eller sju års ålder fick han introduktionslektioner i klassisk latin och grekiska.

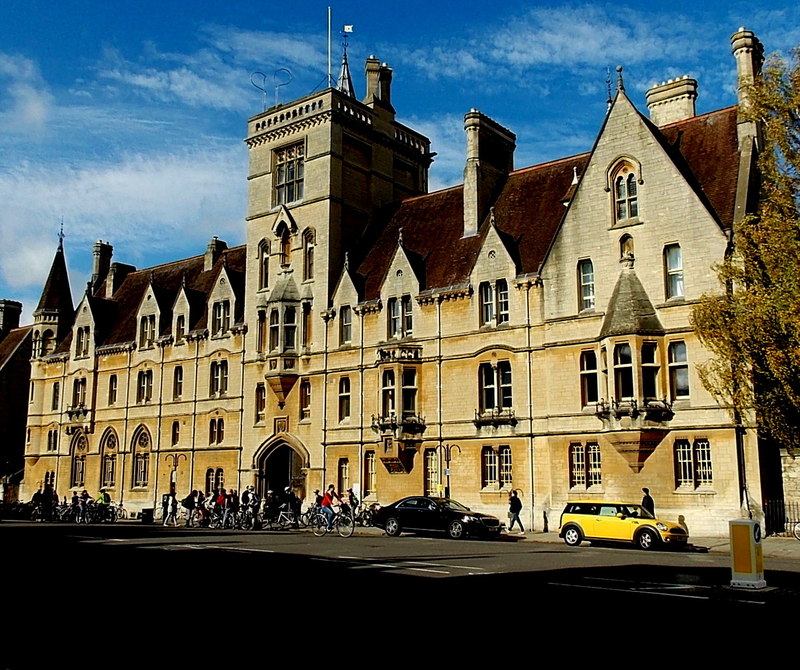
Balliol College, Oxford

Macmillan studerade vid Summer Fields School i Oxford (1903-06). Han fortsatte vid Eton College,[14] men hans tid där (1906-10) fördärvades av återkommande sjukdom, som började med en nästan dödlig lunginflammation under hans första termin. Han missade sitt sista år efter att ha blivit invalidiserad, och undervisades i hemmet av privatlärare (1910–11), särskilt Ronald Knox, som gjorde mycket för att ingjuta hans högkyrkliga anglikanism. Han vann ett stipendium till Balliol College, Oxford.
I sin ungdom var han en beundrare av den politik och det ledarskap som fördes av en rad liberala premiärministrar, med början i Henry Campbell-Bannerman, som kom till makten när Macmillan var 11 år gammal, och H.H. Asquith, som han senare beskrev som en person med "intellektuell uppriktighet och moralisk ädelhet", och särskilt av Asquiths efterträdare, David Lloyd George, som han betraktade som en "handlingens man", som sannolikt skulle uppnå sina mål.
Macmillan studerade vid Balliol College 1912, där han gick med i många politiska föreningar. Hans politiska åsikter var vid denna tidpunkt en eklektisk blandning av moderat konservatism, moderat liberalism och fabiansk socialism. Han läste ivrigt om Disraeli, men blev också särskilt imponerad av ett tal av Lloyd George vid Oxford Union Society 1913, där han hade blivit medlem. Macmillan var en protegé till ordföranden för Union Society Walter Monckton, senare en kabinettskollega. Som sådan blev han sekreterare och sedan biträdande kassör (vald utan motkandidat i mars 1914, då en ovanlig händelse) i förbundet, och skulle enligt hans levnadstecknares uppfattning "nästan säkert" ha varit ordförande om inte kriget hade kommit emellan. Han fick högsta betyg i Honour Moderations, informellt känd som "Mods" (bestående av latin och grekiska, den första halvan av den fyraåriga Oxford Literae Humaniores-kursen, informellt känd som "Classics"), 1914. Med över två år kvar till slutproven njöt han av en idyllisk Trinity-termin i Oxford, strax före första världskrigets utbrott.

### Första världskriget
Macmillan anmälde sig som frivillig så snart kriget förklarades och blev utnämnd till tillfällig fänrik i King's Royal Rifle Corps den 19 november 1914. Han befordrades till löjtnant den 30 januari 1915, och förflyttades snart till Grenadier Guards. Han stred vid Västfronten, där förlustsiffrorna var höga, inklusive sannolikheten för en "tidig våldsam död". Han tjänstgjorde med utmärkelse och sårades vid tre tillfällen. Efter att ha blivit skjuten i högra handen och fått ett skottsår i huvudet i slaget vid Loos i september 1915 skickades Macmillan till Lennox Gardens i Chelsea för sjukhusvård, och anslöt sig sedan till en reservbataljon vid Chelsea Barracks från januari till mars 1916, tills hans hand hade läkt. Han återvände sedan till fronten i Frankrike. När han ledde en framskjuten pluton i slaget vid Flers-Courcelette (en del av slaget vid Somme) i september 1916 blev han svårt sårad och låg i över tolv timmar i ett granathål, ibland låtsades han vara död när tyskarna passerade, och läste Aischylos på grekiska. Raymond Asquith, äldste son till premiärministern, var en officersbroder i Macmillans regemente och dödades samma månad.
Macmillan tillbringade de två sista åren av kriget på sjukhus och genomgick en rad operationer. Han gick fortfarande på kryckor vid vapenstilleståndet den 11 november 1918. Det tog fyra år för hans höftsår att läka helt och hållet, och han fick ett lätt hasande sätt att gå och ett haltande grepp i sin högra hand från det tidigare såret, vilket påverkade hans handstil.
Macmillan såg sig själv som både en "gownsman" och en "swordsman" och skulle senare visa öppet förakt för andra politiker (t.ex. Rab Butler, Hugh Gaitskell, Harold Wilson) som, ofta utan egen förskyllan, inte hade gjort militärtjänst i något av världskrigen.

### Kanadensisk adjutant
Av hans studiekamrater var det bara han och en annan som överlevde kriget. Som ett resultat vägrade han att återvända till Oxford för att slutföra sin examen och sa att universitetet aldrig skulle bli detsamma. Under senare år skämtade han om att han hade blivit "kuggad (sent down) av Kaisern".
På grund av arméns förestående nedgång efter kriget var en reguljär tjänstgöring i grenadjärerna utesluten. I slutet av 1918 gick Macmillan med i gardets reservbataljon vid Chelsea Barracks för "lättare uppgifter". Vid ett tillfälle var han tvungen att föra befäl över trupper i en närliggande park eftersom en enhet gardister under en kort tid vägrade att återvända till Frankrike, även om incidenten löstes fredligt. Incidenten föranledde en förfrågan från krigsministeriet om huruvida man kunde "lita på" gardets reservbataljon.
Macmillan tjänstgjorde sedan i Ottawa, Kanada, 1919 som adjutant till Victor Cavendish, 9:e hertig av Devonshire, då Kanadas generalguvernör, och hans blivande svärfar. Den 7 januari 1920 tillkännagavs kapten Macmillans förlovning med hertigens dotter Lady Dorothy. Han avsade sig sitt uppdrag den 1 april 1920. Som vanligt för samtida före detta officerare fortsatte han att vara känd som "Captain Macmillan" fram till början av 1930-talet och listades som sådan i varje allmänna val mellan 1923 och 1931. Så sent som under sin tjänstgöring i Nordafrika 1942-43 påminde han Churchill om att han hade kaptens grad i gardets reserv.

### Macmillan Publishers
När han återvände till London 1920 gick han med i familjens förlag Macmillan Publishers som delägare. År 1936 tog Harold och hans bror Daniel kontroll över företaget, där den förstnämnda fokuserade på den politiska och icke-fiktiva sidan av verksamheten. Harold avgick från företaget när han utnämndes till minister 1940. Han återupptog arbetet med firman från 1945 till 1951 när partiet var i opposition.

## Privatliv
Enligt Michael Bloch har det länge gått rykten om att Macmillan avstängdes från Eton på grund av homosexualitet. Macmillans levnadstecknare D. R. Thorpe anser att han togs därifrån av sin mor när hon upptäckte att han "utnyttjades" av äldre pojkar. Dick Leonard skriver att Alistair Horne hänvisar till "oundvikliga rykten" och att "han slutade av de 'vanliga skälen' att pojkar relegeras från offentliga skolor".

### Äktenskap
Macmillan gifte sig med Lady Dorothy Cavendish, dotter till den 9:e hertigen av Devonshire, den 21 april 1920. Hennes farfars bror var Spencer Cavendish, 8:e hertig av Devonshire, som var ledare för det liberala partiet på 1870-talet, och en nära kollega till William Ewart Gladstone, Joseph Chamberlain och Lord Salisbury. Lady Dorothy härstammade också från William Cavendish, 4:e hertig av Devonshire, som tjänstgjorde som premiärminister från 1756 till 1757 i gemenskap med Newcastle och William Pitt den äldre. Hennes brorson William Cavendish, markis av Hartington, gifte sig med Kathleen Kennedy, en syster till John F. Kennedy.

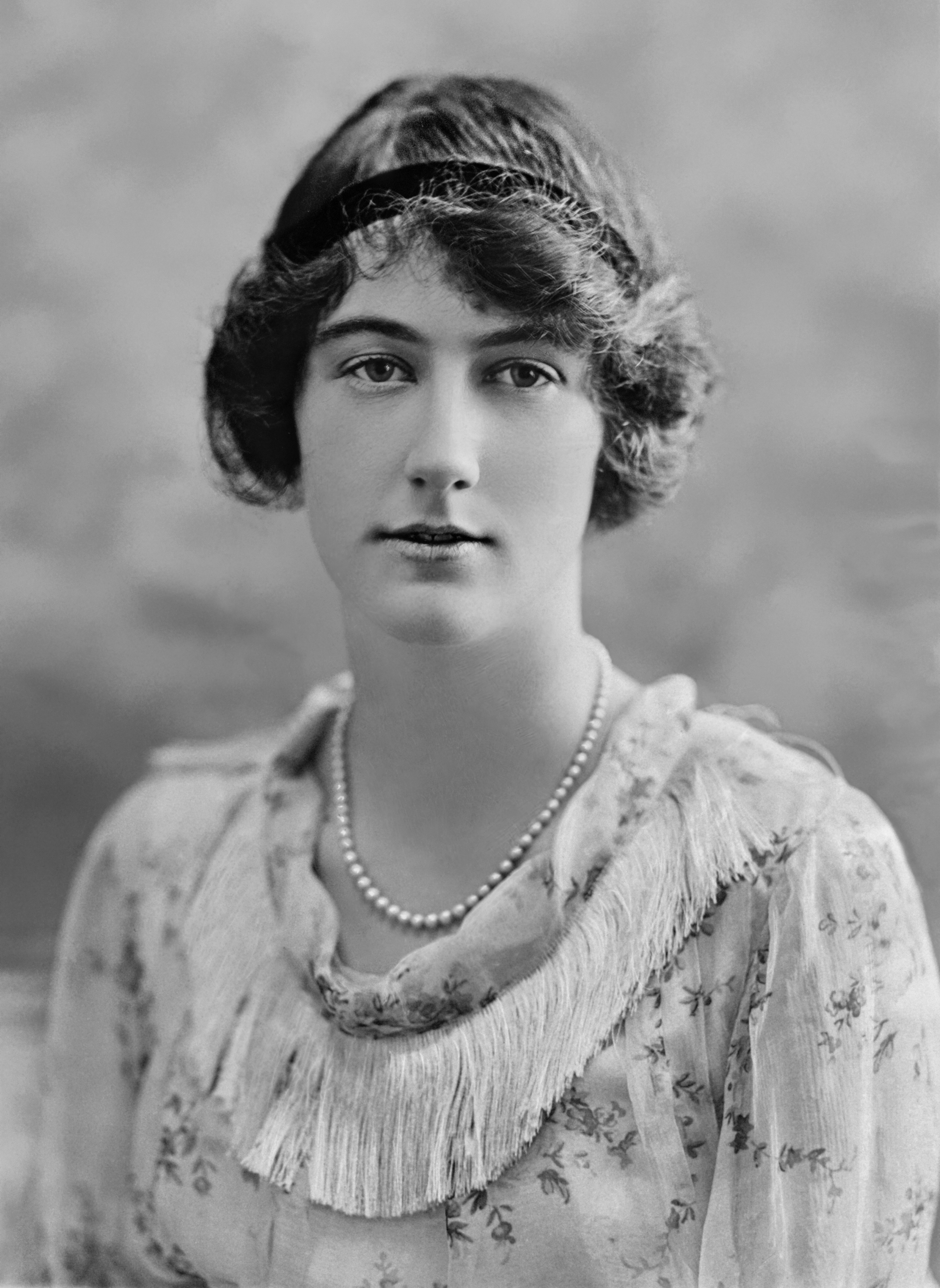
Lady Dorothy Cavendish vid tiden för giftermålet med Macmillan 1920

År 1929 inledde Lady Dorothy en livslång affär med den konservative politikern Robert Boothby, ett arrangemang som skandaliserade societeten men förblev okänt för allmänheten. Philip Frere, delägare i Frere Cholmely solicitors, uppmanade Macmillan att inte skilja sig från sin fru, vilket på den tiden skulle ha varit ödesdigert för en offentlig karriär även för den "oskyldiga parten". Macmillan och lady Dorothy levde därefter i stort sett separata liv privat. Stressen som orsakades av detta kan ha bidragit till Macmillans nervösa sammanbrott 1931. Han behandlades ofta med nedlåtenhet av sina aristokratiska svärföräldrar och sågs som en sorglig och isolerad figur i Chatsworth House på 1930-talet. John Campbell menar att Macmillans förödmjukelse först var en viktig orsak till hans udda och rebelliska beteende på 1930-talet och sedan, under de följande decennierna, gjorde honom till en hårdare och mer hänsynslös politiker än sina rivaler Eden och Butler.
Makarna Macmillan fick fyra barn:
- Maurice Macmillan, viscount Macmillan av Ovenden (1921–1984), konservativ politiker och förläggare. Gift med Katharine Ormsby-Gore, dotter till den 4:e baronen Harlech. Hans far överlevde honom med nästan tre år.
- Lady Caroline Macmillan (1923-2016). Gift med Julian Faber; fem barn.
- Catherine Macmillan (1926-1991). Gift med Julian Amery (senare baron Amery av Lustleigh), konservativ politiker; fyra barn.
- Sarah Macmillan (1930-1970). Ett familjerykte om att Boothby var hennes biologiska far har avfärdats av den senaste och mest detaljerade studien. Gifte sig med Andrew Heath 1953; två barn. Efter att ha gjort abort 1951 kunde hon inte få egna barn och paret adopterade två söner.[21][54] Hon hade ett olyckligt liv, som fördärvades av ett alkoholproblem, och dog endast 40 år gammal, medan hennes far överlevde henne med 16 år.

Lady Dorothy avled den 21 maj 1966, 65 år gammal.
Macmillan aldrig gifte sig på nytt, men på äldre dagar var han nära vän till Ava Anderson, viscountess Waverley, född Bodley, änka efter John Anderson, 1:e viscount Waverley. Eileen O'Casey, skådespelerska och hustru till den irländske dramatikern Seán O'Casey, var en annan kvinnlig vän, Macmillan publicerade hennes makes pjäser. Även om hon sägs ha ersatt Lady Dorothy i Macmillans tillgivenhet, råder det oenighet om hur förtroliga de blev efter deras respektive makars död, och om han friade.

## Politisk karriär, 1924-1951

### Parlamentsledamot (1924-1929)
Macmillan kandiderade 1923 i den krisande industrivalkretsen Stockton-on-Tees. Kampanjen kostade honom mellan 200 och 300 pund ur egen ficka. På den tiden förväntades kandidaterna ofta finansiera sina egna valkampanjer. Kollapsen i de liberala rösterna gjorde att han vann 1924. [59] År 1927 publicerade fyra parlamentsledamöter, däribland Boothby och Macmillan, en kort bok där de förespråkade radikala åtgärder. År 1928 beskrevs Macmillan av sin politiske hjälte, och numera parlamentskollega, David Lloyd George, som " född rebell".
Macmillan förlorade sitt mandat 1929 på grund av den höga regionala arbetslösheten. Han var nära att bli de konservativas kandidat i valet till Hitchin 1931. Den sittande parlamentsledamoten Guy Kindersley ställde dock in sina pensionsplaner, delvis på grund av sitt eget samröre med anti-Baldwin-rebellerna och hans misstänksamhet mot Macmillans sympati för Oswald Mosleys löften om radikala åtgärder för att minska arbetslösheten. I stället gjorde den nya kandidatens avgång i Stockton det möjligt för Macmillan att bli omvald där, och han återvände till underhuset för sin gamla plats.

### Parlamentsledamot (1931–1939)
Macmillan tillbringade 1930-talet på de bakre bänkarna. I mars 1932 gav han ut "The State and Industry" (inte att förväxla med hans tidigare pamflett "Industry and the State"). I september 1932 gjorde han sitt första besök i Sovjetunionen. Macmillan gav också ut "The Next Step". Han förespråkade billiga pengar och statlig styrning av investeringar. År 1933 var han ensam författare till "Reconstruction: A Plea for a National Unity". År 1935 var han en av 15 parlamentsledamöter som skrev "Planning for Employment". Hans nästa publikation, "The Next Five Years", överskuggades av Lloyd Georges föreslagna "New Deal" 1935. Macmillan Press publicerade också ekonomen John Maynard Keynes arbete.
Macmillan avgick som inpiskare i regeringen (men inte i det konservativa partiet) i protest mot att sanktionerna mot Italien upphävdes efter dess erövring av Abessinien. "Chips" Channon beskrev honom som den "anspråkslöse, bokaktige, excentriske medlemmen av Stockton-on-Tees" och noterade (8 juli 1936) att han hade fått ett "iskallt meddelande" av den konservative premiärministern Stanley Baldwin. Baldwin nämnde senare att han hade överlevt genom att styra en medelväg mellan Harold Macmillan och John Gretton, en högerextremist.
"The Next Five Years Group", som Macmillan hade tillhört, avvecklades i november 1937. Hans bok The Middle Way utkom i juni 1938 och förespråkade en brett mittenorienterad politisk filosofi både nationellt och internationellt. Macmillan tog kontroll över tidskriften New Outlook och såg till att den publicerade politiska skrifter snarare än rent teoretiskt arbete.
År 1936 föreslog Macmillan att man skulle skapa ett partiöverskridande forum för antifascister för att skapa demokratisk enighet, men hans idéer avvisades av både Labours och de konservativas ledning.
Macmillan stödde Chamberlains första flygning för samtal med Hitler i Berchtesgaden, men inte hans efterföljande flygningar till Bad Godesberg och München. Efter München letade han efter ett "1931 i omvänd riktning", det vill säga en Labour-dominerad koalition där en del konservativa skulle sitta, motsatsen till den konservativt dominerade koalition som hade styrt Storbritannien sedan 1931. Han stödde den oberoende kandidaten Lindsay i fyllnadsvalet i Oxford 1938. Han skrev en pamflett "The Price of Peace" där han uppmanade till allians mellan Storbritannien, Frankrike och Sovjetunionen, men förväntade sig att Polen skulle göra territoriella "anpassningar" till Tyskland (dvs. ge upp Danzigkorridoren). I "Economic Aspects of Defence" (Försvarets ekonomiska aspekter) krävde han i början av 1939 ett försörjningsministerium.

### Låtsaskriget(1939–1940)
Macmillan besökte Finland i februari 1940 och väckte stor sympati i Storbritannien när det invaderades av Sovjetunionen, som då var löst allierat med Nazityskland. Hans sista tal från de bakre bänkarna var att angripa regeringen för att den inte gjorde tillräckligt för att hjälpa Finland. Storbritannien räddades från ett potentiellt pinsamt åtagande när Vinterkriget tog slut i mars 1940.
Macmillan röstade mot regeringen i Norgedebatten i maj 1940, vilket bidrog till att störta Neville Chamberlain som premiärminister, och försökte stämma in med överste Josiah Wedgwood och sjunga "Rule, Britannia!" i underhusets kammare.

### Biträdande försörjningsminister (1940-1942)
Macmillan blev slutligen minister genom att tjänstgöra i koalitionsregeringen under kriget som parlamentssekreterare vid försörjningsministeriet från 1940. Channon kommenterade (29 maj 1940) att det fanns "en viss munterhet över Harold Macmillans så uppenbara glädje av sin nya position".
Macmillans uppgift var att förse den brittiska armén och det brittiska flygvapnet med vapen och annan utrustning. Han reste land och rike runt för att koordinera produktionen och arbetade med viss framgång under Lord Beaverbrook för att öka tillgången och kvaliteten på pansarfordon.

### Kolonialminister (1942)

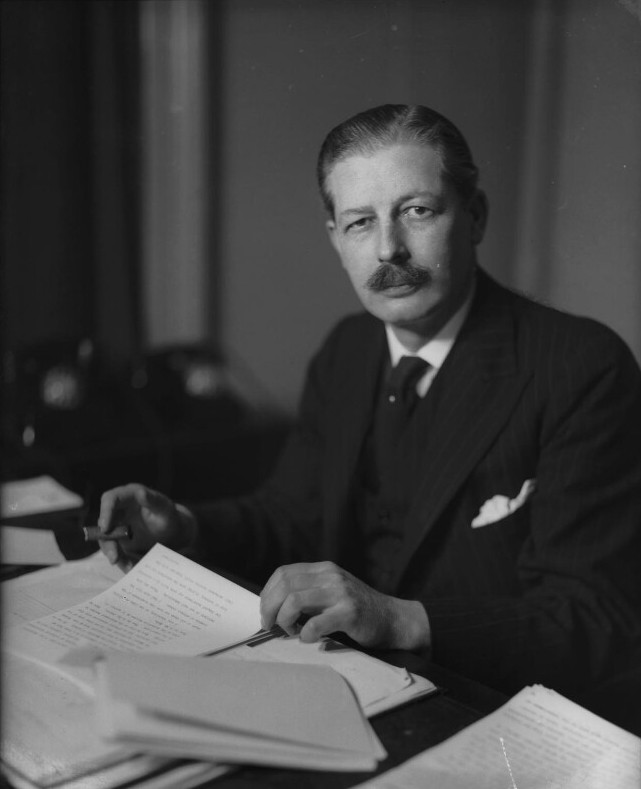
Macmillan 1942

Macmillan utnämndes till understatssekreterare för kolonierna 1942 och "lämnade ett dårhus för att gå in i ett mausoleum". Trots att han var biträdande minister var han medlem av Privy Council, och han talade i underhuset för kolonialsekreterarna lord Moyne och Lord Cranborne. Macmillan fick ansvaret för att öka den koloniala produktionen och handeln, och signalerade den framtida politiska inriktningen när han i juni 1942 förklarade:
"Den styrande principen för det koloniala imperiet bör vara principen om partnerskap mellan de olika element som det består av. Ur partnerskap kommer förståelse och vänskap. Inom samväldets struktur ligger de koloniala territoriernas framtid".
Macmillan förutspådde att de konservativa stod inför ett jordskredsnederlag efter kriget, vilket fick Channon att skriva (6 september 1944) om "den dåraktiga profetian om den där trevliga åsnan Harold Macmillan". I oktober 1942 skrev Harold Nicolson att Macmillan förutspådde "extrem socialism" efter kriget. Macmillan var nära att avgå när Oliver Stanley utsågs till utrikesminister i november 1942, eftersom han inte längre skulle vara talesman i underhuset som han hade varit under Cranborne. Brendan Bracken rådde honom att inte sluta.

### Minister i Medelhavet (1942–1945)
Efter att Harry Crookshank hade vägrat att ta jobbet fick Macmillan verklig makt och kabinettsrang i slutet av 1942 som brittisk minister i Alger, som nyligen befriats i Operation Torch. Han rapporterade direkt till premiärministern i stället för till utrikesminister Anthony Eden. Oliver Lyttelton hade ett liknande jobb i Kairo, medan Robert D. Murphy var Macmillans motsvarighet i USA. Macmillan byggde upp en relation med den amerikanske generalen Dwight D. Eisenhower, som då var överbefälhavare för de allierade i Medelhavet (SACMED), vilket visade sig vara till hjälp i hans karriär, och Richard Crossman erinrade sig senare att Macmillans metafor om "grekerna i det romerska imperiet" härstammade från denna tid (det vill säga att när USA ersatte Storbritannien som världens ledande makt, borde brittiska politiker och diplomater sträva efter att vägleda henne på samma sätt som grekiska slavar och frigivna hade rått mäktiga romare). Macmillan sade till Crossman: "Vi, min käre Crossman, är grekerna i det amerikanska imperiet. Ni kommer att finna amerikanerna på samma sätt som grekerna fann romarna – stora, vulgära, livliga människor, mer livskraftiga än vi och också mer lättjefulla, med mer oförstörda dygder, men också mer korrumperade. Vi måste sköta AFHQ (de allierade styrkornas högkvarter) på samma sätt som de grekiska slavarna skötte kejsar Claudius operationer". Vid Casablancakonferensen bidrog Macmillan till att USA accepterade, om inte erkände, den frie franske ledaren Charles de Gaulle. Macmillan skrev i sin dagbok under Casablancakonferensen: "Jag döpte de två personligheterna till kejsaren av öst och kejsaren av väst och det var faktiskt snarare som ett möte med det sena romerska imperiet". För Macmillan övertygade de "anmärkningsvärda och romantiska episoderna" när president Roosevelt träffade premiärminister Churchill i Casablanca honom om att personlig diplomati var det bästa sättet att hantera amerikaner, vilket senare påverkade hans utrikespolitik som premiärminister.
Den 22 februari 1943 brännskadades Macmillan svårt i en flygolycka, när han försökte klättra tillbaka in i planet för att rädda en fransman. Han var tvungen att få bandage i ansiktet. I sitt delirium föreställde han sig att han var tillbaka på en röjningsstation vid en olycka i Somme och bad om att ett meddelande skulle vidarebefordras till hans mor, som nu var död.

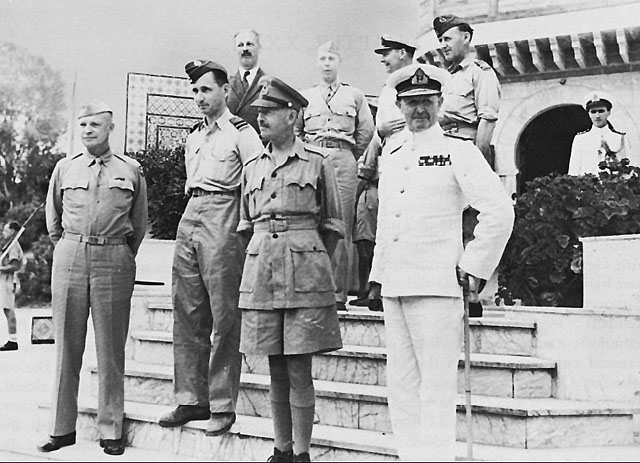
Macmillan (översta raden till vänster) tillsammans med allierade militärofficerare på Sicilien 1943: Generalmajor Bedell Smith till vänster om honom. Främre raden: General Eisenhower (då överbefälhavare i Medelhavet), flygvapenchef Arthur Tedder, general Alexander, amiral Andrew Cunningham

Tillsammans med Gladwyn Jebb hjälpte han till att förhandla fram det italienska vapenstilleståndet i augusti 1943, mellan Siciliens fall och landstigningen i Salerno. Detta orsakade friktion med Eden och utrikesdepartementet. Han var baserad i Caserta under resten av kriget. I slutet av 1943 utnämndes han till Storbritanniens högkommissarie för det rådgivande rådet för Italien. Han besökte London i oktober 1943 och hamnade återigen i konflikt med Eden. Eden utnämnde Duff Cooper till representant för den fria franska regeringen i Algeriet (efter befrielsen av det franska fastlandet fortsatte han senare som ambassadör i Frankrike från november 1944) och Noel Charles till ambassadör i Italien för att minska Macmillans inflytande. I maj 1944 retade Macmillan upp Eden genom att kräva ett snabbt fredsavtal med Italien (vid den tiden hade en pro-allierad regim under Badoglio viss makt i den södra, befriade, delen av Italien), ett drag som Churchill föredrog. I juni 1944 argumenterade han för en brittiskledd framstöt uppför Ljubljanagapet in i Centraleuropa (Operation "Armpit") istället för den planerade omdirigeringen av amerikanska och fria franska styrkor till södra Frankrike (Operation Dragoon). Detta förslag imponerade på Churchill och general Alexander, men vann inte amerikanskt gillande. Eden skickade ut Robert Dixon för att avskaffa tjänsten som Resident Minister, eftersom det då inte fanns något jobb för Macmillan i Storbritannien, men han lyckades förhindra att hans jobb avskaffades. Churchill besökte Italien i augusti 1944. Den 14 september 1944 utnämndes Macmillan till chefskommissarie för de allierades kontrollkommission för Italien (som efterträdare till general Noel Mason-MacFarlane). Han fortsatte att vara brittisk minister vid de allierades högkvarter och brittisk politisk rådgivare till "Jumbo" Wilson, nu överbefälhavare för Medelhavet. Den 10 november 1944 utsågs han till tillförordnad ordförande för den allierade kommissionen (överbefälhavaren var ordförande).
Macmillan besökte Grekland den 11 december 1944. När tyskarna hade dragit sig tillbaka hade brittiska trupper under general Scobie grupperats i Aten, men det fanns farhågor om att den prokommunistiska grekiska motståndsrörelsen, EAM och dess militära gren ELAS, skulle ta makten eller komma i konflikt med brittiska trupper. Macmillan åkte i en stridsvagn och utsattes för krypskyttars beskjutning vid den brittiska ambassaden. Trots fientligheten från stora delar av den brittiska och amerikanska opinionen, som var sympatiskt inställd till gerillan och fientligt inställd till vad som sågs som imperialistiskt beteende, övertalade han en motvillig Churchill, som besökte Aten senare samma månad, att acceptera ärkebiskop Damaskinos som regent på den landsflyktige kung Georg II:s vägnar. En vapenvila förhandlades fram i januari 1945, vilket gjorde det möjligt för en probrittisk regim att sitta kvar vid makten, vilket Churchill hade krävt i procentavtalet föregående höst. 1947 skulle USA ta över Storbritanniens roll som "beskyddare" av Grekland och Turkiet, för att hålla Sovjet borta från Medelhavet, den så kallade "Trumandoktrinen".
Macmillan var också den minister som gav råd till general Keightley i V Corps, den högste allierade befälhavaren i Österrike med ansvar för Operation Keelhaul, som inkluderade tvångsrepatriering av upp till 70 000 krigsfångar till Sovjetunionen och Josip Broz Titos Jugoslavien 1945. Deportationerna och Macmillans inblandning blev senare en källa till kontroverser på grund av den hårda behandling som nazistiska kollaboratörer och antipartisaner utsattes för av mottagarländerna, och för att V Corps i förvirringen gick längre än de villkor som överenskommits i Jalta och de allierade styrkornas högkvarter genom att repatriera 4000 vitryska soldater och 11 000 civila familjemedlemmar.

### Flygminister (1945)
Macmillan lekte med ett erbjudande om att efterträda Duff Cooper som parlamentsledamot för det säkra konservativa sätet Westminster St George's. Han kritiserades lokalt för sin långa frånvaro och föreslog att Lady Dorothy skulle kandidera för Stockton 1945, eftersom hon hade innehaft platsen i fem år. Hon var tydligen villig. Det ansågs dock bättre för honom att bli sedd för att försvara sin plats, och Lord Beaverbrook hade redan talat med Churchill för att ordna så att Macmillan fick en annan plats i händelse av nederlag.
Macmillan återvände till England efter det europeiska kriget och kände sig "nästan som en främling hemma". Han var flygminister i två månader i Churchills expeditionsministär, "som till stor del ägnades åt valkampanj", eftersom det inte fanns "mycket att göra i fråga om framförhållning".

### Opposition (1945–1951)
Macmillan förlorade visserligen Stockton i Labours jordskredsseger i juli 1945, men återvände till parlamentet i fyllnadsvalet i november 1945 i Bromley. I sin dagbok skrev Harold Nicolson om känslorna hos Tory-ledamöterna: "De tycker att Winston är för gammal och Anthony (Eden) för svag. De vill ha Harold Macmillan som deras ledare."
Han var medlem av den brittiska delegationen till Europarådets rådgivande församling från 1949 till 1951 och spelade en framträdande roll – som en viktig medhjälpare och allierad till Winston Churchill – i att trycka på för större europeisk integration som ett bålverk mot sovjetisk totalitarism och för att förhindra en upprepning av naziststyrets fasor.
Även om Macmillan spelade en viktig roll i utarbetandet av "Industrial Charter" ("Crossbencher" i Sunday Express kallade den den andra upplagan av The Middle Way) antog han nu, som parlamentsledamot för en säker plats, en något mer högerorienterad offentlig persona, som försvarade privat företagsamhet och häftigt motsatte sig Labourregeringen i underhuset.

## Politisk karriär, 1951-1957

### Bostadsminister (1951–1954)
I och med de konservativas seger 1951 blev Macmillan bostads- och lokalminister under Churchill, som gav honom förtroendet att uppfylla löftet att bygga 300 000 hus per år (en ökning från det tidigare målet på 200 000 per år), som han höll som svar på ett tal vid partikongressen 1950. Macmillan trodde först att Bostadsdepartementet, som rankades på plats 13 av 16 i kabinettslistan, var en politisk återvändsgränd och skrev i sin dagbok (28 oktober 1951) att det "inte alls var min kopp te ... Jag har verkligen inte en aning om hur jag ska ta mig an jobbet". Det betydde att man fick tillgång till stål, cement och timmer när statskassan försökte maximera exporten och minimera importen. "Det är ett vågspel – det kommer att vara avgörande för din politiska karriär", sa Churchill, "men varje enkelt hem kommer att välsigna ditt namn om du lyckas."
Redan i juli 1952 kritiserade Macmillan Butler (som då var finansminister) i sin dagbok och anklagade honom för att "ogilla och frukta honom"; i själva verket finns det inga bevis för att Butler betraktade Macmillan som en rival i detta skede. I april 1953 uppmuntrade Beaverbrook Macmillan att tänka att han i en framtida ledarskapstävling skulle kunna hamna i ett dött lopp mellan Eden och Butler, som den unge Beaverbrook (Max Aitken som han hade varit vid den tiden) hade hjälpt Bonar Law att göra 1911. I juli 1953 övervägde Macmillan att skjuta upp sin gallblåseoperation ifall Churchill, som just hade drabbats av en allvarlig stroke medan Eden också låg på sjukhus, var tvungen att avgå.
Macmillan uppnådde sitt bostadsmål i slutet av 1953, ett år tidigare än planerat.

### Försvarsminister (1954–1955)

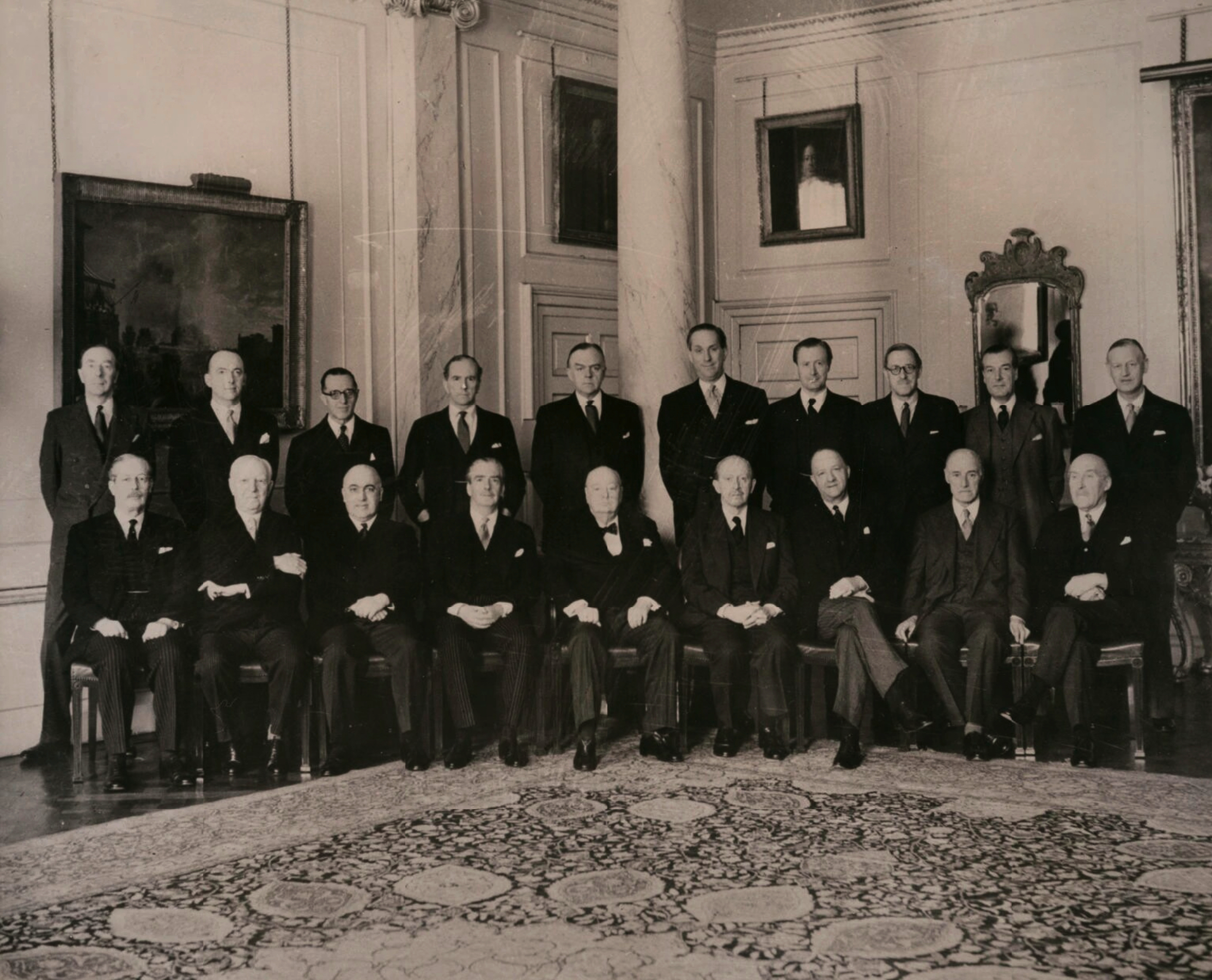
Churchills kabinett 1955 (Macmillan sitter längst till vänster)

Macmillan var försvarsminister från oktober 1954, men fann att hans auktoritet begränsades av Churchills personliga inblandning. Enligt The Economist: "Han gav intrycket att hans egen otvivelaktiga förmåga att fantasifullt genomföra sin egen show smälte bort när en överordnad i augusti flåsade honom i nacken."
Ett viktigt tema under hans tid vid försvaret var ministeriets växande beroende av kärnvapenavskräckning, enligt vissa kritiker, på bekostnad av konventionella styrkor. Försvarets vitbok från februari 1955, som tillkännagav beslutet att tillverka vätebomben, fick stöd över partigränserna.
"Det krossar mitt hjärta att se den lejonhjärtade Churchill börja sjunka ner i ett slags Petain", skrev Macmillan i sin dagbok när premiärministerns mentala och fysiska krafter synbart försvagades. Macmillan var en av de få ministrar som var modiga nog att säga till Churchill rakt i ansiktet att det var dags för honom att gå i pension. Petain, en framgångsrik fransk general under första världskriget, hade blivit senil när han ledde den protyska Vichyregimen.
Under andra världskriget hade Macmillans tandlösa flin, säckiga byxor och båglösa glasögon gett honom, som hans levnadstecknare uttrycker det, "en air av en tidig bolsjevikledare". På 1950-talet hade han fått sina tänder lagade, låtit håret växa i en mer välformad stil, bar Savile Row-kostymer och gick med en före detta gardistsofficers eldgaffel-hållning, och fick det förnämliga utseendet från sin senare karriär. Campbell skriver att "det har inte funnits någon mer häpnadsväckande personlig förnyelse i brittisk politik". Han bar ofta antingen en Old Etonian slips eller en Brigade of Guards-slips. Campbell menar också att Harold Wilsons imageförändring under Macmillans tid som premiärminister från "tråkig ung statistiker till älskvärd Yorkshire-komiker" gjordes i en medveten imitation av Macmillan.

### Utrikesminister (1955)
Macmillan var utrikesminister i april-december 1955 i Anthony Edens regering, som hade tagit över som premiärminister efter den avgående Churchill. När han återvände från toppmötet i Genève samma år skapade han rubriker genom att förklara: "Det kommer inte att bli något krig." Om utrikesminister Macmillans roll anmärkte han:
"Ingenting han kan säga kan göra särskilt mycket gott, och nästan vad han än kan säga kan göra stor skada. Allt han säger som inte är uppenbart är farligt; Det som inte är banalt är riskabelt. Han balanserar ständigt mellan klichén och indiskretionen."

### Finansminister (1955-1957)

#### Budget
Macmillan utnämndes till finansminister i december 1955. Han hade njutit av sina åtta månader som utrikesminister och ville inte flytta. Han insisterade på att vara "obestridd ledare för hemmafronten" och att Edens de facto ställföreträdare Rab Butler, som han ersatte som finansminister, inte skulle ha titeln "vice premiärminister" och inte behandlas som överordnad honom. Han försökte till och med (förgäves) kräva att Salisbury, inte Butler, skulle leda kabinettet i Edens frånvaro. Macmillan hävdade senare i sina memoarer att han fortfarande hade förväntat sig att Butler, som var åtta år yngre, skulle efterträda Eden, men korrespondens med Lord Woolton vid den tiden gör det klart att Macmillan tänkte mycket på tronföljden. Så tidigt som i januari 1956 sa han till Edens pressekreterare William D. Clark att det skulle bli "intressant att se hur länge Anthony kan sitta kvar i sadeln".
Macmillan planerade att dra tillbaka den sänkning av inkomstskatten som Butler hade gjort ett år tidigare, men backade ur efter ett "uppriktigt samtal" med Butler, som hotade med avgång, den 28 mars 1956. Han nöjde sig istället med nedskärningar och hotade själv med att avgå tills han tilläts skära ner på bröd- och mjölksubventionerna, något som kabinettet inte hade tillåtit Butler att göra.
En av hans innovationer på finansdepartementet var införandet av premieobligationer, som tillkännagavs i hans budget den 17 april 1956. Även om Labouroppositionen till en början fördömde dem som ett "smutsigt lotteri", blev de en omedelbar succé hos allmänheten, med 1 000 pund som vanns i den första prisdragningen i juni 1957.
En ung John Major närvarade vid presentationen av budgeten och tillskriver sina politiska ambitioner till denna händelse.

#### Suez
I november 1956 invaderade Storbritannien Egypten i maskopi med Frankrike och Israel i Suezkrisen. Enligt Labours skuggkansler Harold Wilson var Macmillan "först in, först ut": först mycket stödjande av invasionen, sedan en drivande kraft i Storbritanniens förödmjukande tillbakadragande i kölvattnet av den finanskris som orsakades av påtryckningar från den amerikanska regeringen. Sedan den egyptiska revolutionen 1952 hade relationerna mellan Storbritannien och Egypten försämrats. Den egyptiska regeringen, som kom att domineras av Gamal Abdel Nasser, var motståndare till den brittiska militära närvaron i arabvärlden. Nassers egyptiska nationalisering av Suezkanalen den 26 juli 1956 föranledde den brittiska regeringen och Guy Mollets franska regering att inleda planer på att invadera Egypten, återta kanalen och störta Nasser. Macmillan skrev i sin dagbok: "Om Nasser 'kommer undan med det' är det kört för oss. Hela arabvärlden kommer att förakta oss ... Nuri [es-Said, brittiskstödd premiärminister i Irak] och våra vänner kommer att falla. Det kan mycket väl vara slutet på det brittiska inflytandet och styrkan för alltid. Så i sista hand måste vi använda våld och trotsa opinionen, här och utomlands".

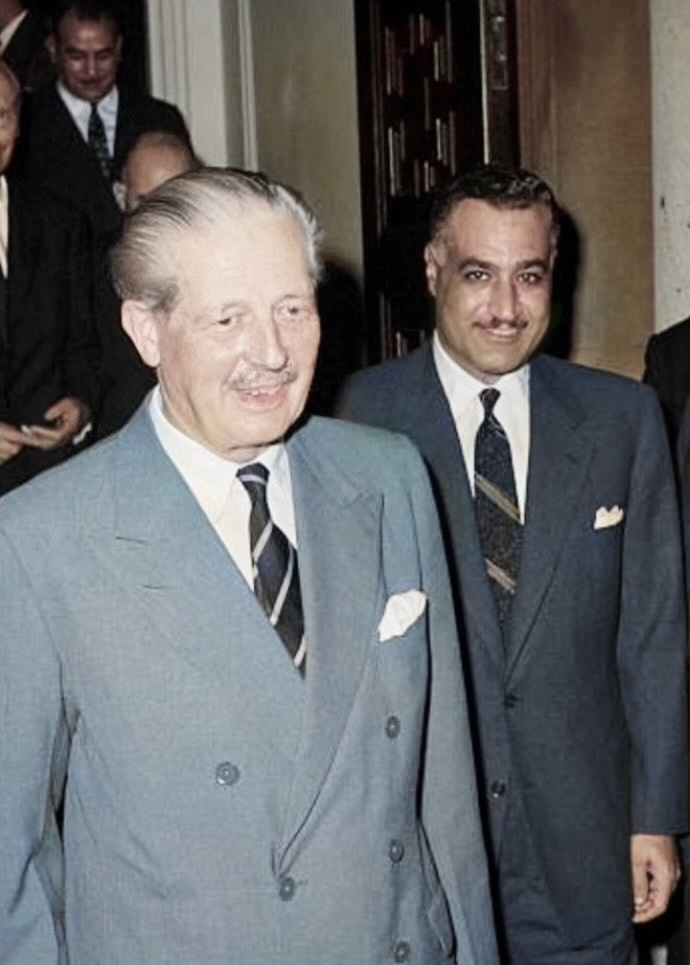
Macmillan och Nasser 1960

Macmillan hotade att avgå om inte våld användes mot Nasser. Han var djupt involverad i den hemliga planeringen av invasionen med Frankrike och Israel. Det var han som först föreslog maskopi med Israel. Den 5 augusti 1956 träffade Macmillan Churchill på Chartwell och berättade för honom att regeringens plan för att helt enkelt återta kontrollen över kanalen inte var tillräcklig och föreslog att Israel skulle involveras, och skrev i sin dagbok för den dagen: "Visst, om vi landstiger måste vi söka upp de egyptiska styrkorna; förstöra dem; och störta Nassers regering. Churchill tycktes hålla med om allt detta." Macmillan kände president Eisenhower väl, men missbedömde hans starka motstånd mot en militär lösning. Macmillan träffade Eisenhower privat den 25 september 1956 och övertygade sig själv om att USA inte skulle motsätta sig invasionen, trots farhågor från den brittiske ambassadören, Sir Roger Makins, som också var närvarande. Macmillan brydde sig inte om en varning från utrikesminister John Foster Dulles om att vad den brittiska regeringen än gjorde skulle det vänta till efter det amerikanska presidentvalet den 6 november, och underlät att rapportera Dulles kommentarer till Eden.
Finansdepartementet var hans domän, men han erkände inte den finansiella katastrof som skulle kunna bli följden av den amerikanska regeringens åtgärder. Det brittiska pundet tömdes ut ur Bank of England i en oroväckande takt. Kanalen blockerades av egyptierna och de flesta oljetransporter försenades eftersom tankfartyg var tvungna att gå runt Afrika. Den amerikanska regeringen vägrade att ta emot någon ekonomisk hjälp tills Storbritannien drog tillbaka sina styrkor från Egypten. När han insåg detta ändrade han sig och krävde ett tillbakadragande på USA:s villkor, samtidigt som han överdrev finanskrisen. Den 6 november informerade Macmillan kabinettet om att Storbritannien hade förlorat 370 miljoner dollar bara under de första dagarna i november. Ställda inför Macmillans domedagsprofetia hade kabinettet inget annat val än att acceptera dessa villkor och dra sig tillbaka. Kanalen förblev i egyptiska händer, och Nassers regering fortsatte sitt stöd till arabiska och afrikanska nationella motståndsrörelser som motsatte sig den brittiska och franska närvaron i regionen och på kontinenten.
Senare i livet var Macmillan öppen med att han inte hade läst Eisenhowers tankar korrekt och beklagade djupt den skada som åsamkats de anglo-amerikanska relationerna, men vidhöll alltid att den engelsk-franska militärens svar på nationaliseringen av kanalen hade varit det bästa. D. R. Thorpe tillbakavisar anklagelsen att Macmillan medvetet spelade falskt med Suez (dvs. uppmuntrade Eden att anfalla för att förgöra honom som premiärminister), och noterar att Macmillan privat satte chanserna till framgång till 51-49.

#### Efterföljare till Eden
Storbritanniens förödmjukelse i händerna på USA orsakade djup ilska bland konservativa parlamentsledamöter. Efter vapenvilan fick en motion på Order Paper som anklagade USA för att "allvarligt äventyra Atlantpakten" underskrifter av över hundra parlamentsledamöter. Macmillan försökte, men misslyckades, att träffa Eisenhower (som också vägrade att träffa utrikesminister Selwyn Lloyd) bakom Butlers och Edens rygg. Macmillan hade ett antal möten med USA:s ambassadör Winthrop Aldrich, där han sa att om han var premiärminister skulle den amerikanska administrationen finna honom mycket mer tillmötesgående. Eisenhower uppmuntrade Aldrich att ha fler möten. Macmillan och Butler träffade Aldrich den 21 november. Eisenhower talade varmt om Macmillan ("En rakryggad, fin man, och vad honom anbelangar, den enastående av de britter han tjänade med under kriget").

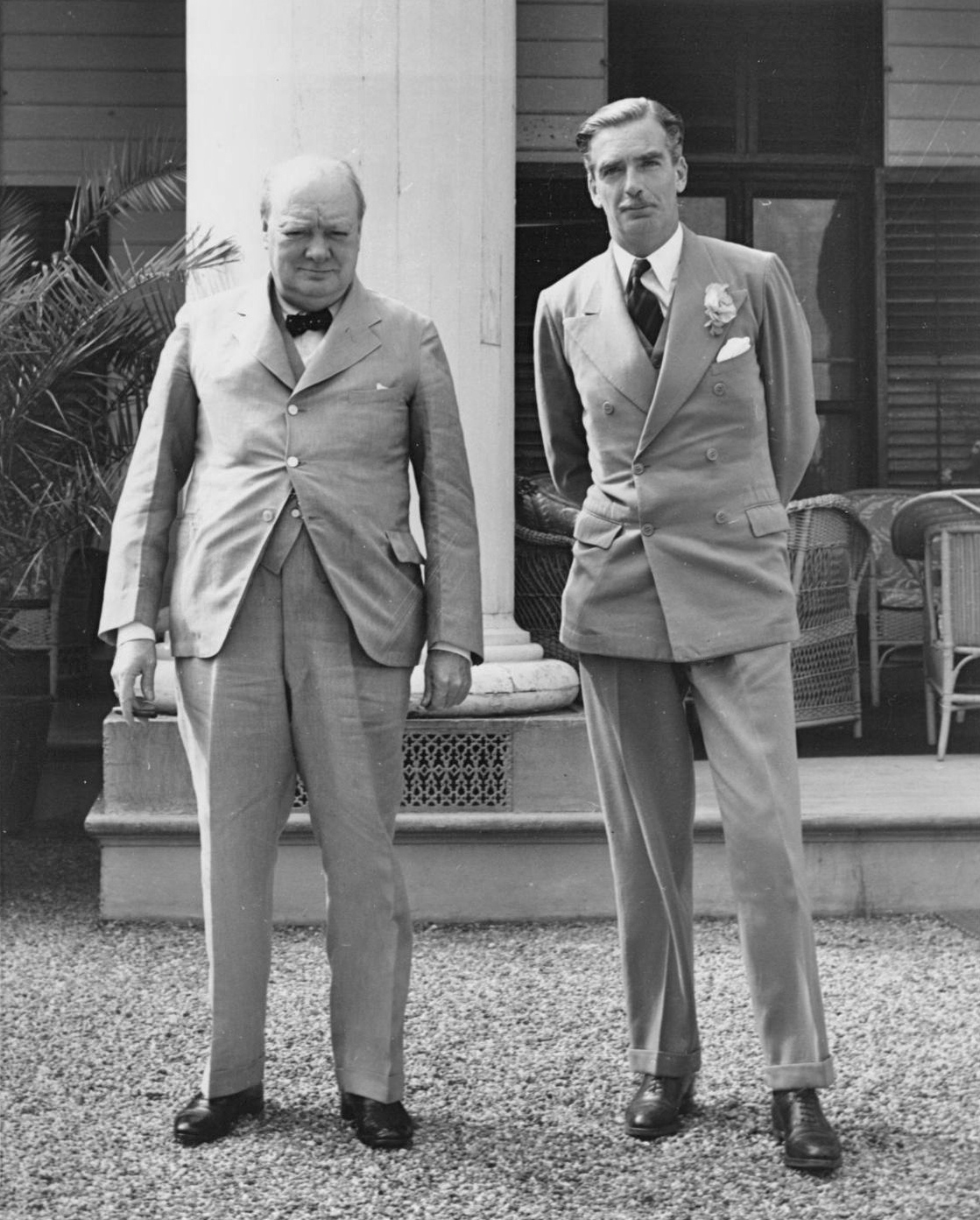
Winston Churchill och Anthony Eden 1943.

På kvällen den 22 november 1956 talade Butler, som just hade tillkännagett det brittiska tillbakadragandet, inför 1922-kommittén (konservativa backbenchers) tillsammans med Macmillan. Efter Butlers nedstämda kommentarer, ungefär tio minuter långa, höll Macmillan ett gripande trettiofem minuter långt tal som Enoch Powell beskrev som "en av de mest fruktansvärda saker som jag minns inom politiken ... (Macmillan) lyckades med den gamle skådespelarens hela skicklighet att sätta Rab på villovägar. Det rena djävulskapet i det gränsade till det äckliga." Han utvecklade sin metafor att britterna hädanefter måste sträva efter att vara "greker i det romerska imperiet", och enligt Philip Goodharts minne slog han nästan Butler av stolen med sina expansiva armgester. Macmillan skrev: "Jag hade Torypartiet i mina händer över helgen, det var allt jag hade för avsikt att göra". Macmillan hade ytterligare möten med Aldrich och Winston Churchill efter att Eden rest till Jamaica (23 november) samtidigt som han informerade journalister (oärligt) om att han planerade att dra sig tillbaka och gå till överhuset. Han antydde också att han inte skulle tjäna under Butler.
Butler skrev senare att han under sin tid som tillförordnad regeringschef, lade märke till att ministrar ständigt kom och gick till Macmillans arbetsrum intill – och att de som deltog alla verkade bli befordrade när Macmillan blev premiärminister. Macmillan hade motsatt sig Edens resa till Jamaica och sagt till Butler (15 december, dagen efter Edens återkomst) att yngre medlemmar av kabinettet ville ha bort Eden. Macmillan argumenterade i kabinettet den 4 januari för att Suez skulle betraktas som en "strategisk reträtt" i likhet med Mons eller Dunkerque. Detta godkändes inte av Eden i kabinettet den 7 januari.
Hans politiska ställning förstördes och Eden avgick på grund av dålig hälsa den 9 januari 1957. Vid den tiden hade det konservativa partiet ingen formell mekanism för att välja en ny ledare, och drottning Elizabeth II utsåg Macmillan till premiärminister efter att ha rådfrågat Churchill och markisen av Salisbury, som hade frågat kabinettet individuellt om deras åsikter, alla utom två eller tre valde Macmillan. Detta förvånade en del observatörer som hade väntat sig att Edens ställföreträdare Rab Butler skulle bli vald. Den politiska situationen efter Suez var så desperat att när han tillträdde den 10 januari sa han till drottningen att han inte kunde garantera att hans regering skulle vara i "sex veckor" – även om han i slutändan skulle vara ansvarig för regeringen i mer än sex år.

## Premiärminister (1957-1963)

### Första regeringen, 1957–1959
Redan från början av sin tid som premiärminister ville Macmillan skildra en bild av lugn och stil, i kontrast till sin upphetsade föregångare. Han tystade ljudet på premiärministerns bil, som Eden hade använt ofta. Han annonserade sin kärlek till att läsa Anthony Trollope och Jane Austen, och på dörren till privatsekreterarnas rum på 10 Downing Street hängde han ett citat från Gilbert och Sullivans operett The Gondoliers: "Tysta, lugna överläggningar löser upp varje knut".
Macmillan fyllde regeringsposterna med 35 gamla elever från Eton College, sju av dem i kabinettet. Han var också hängiven emot familjemedlemmar: när Andrew Cavendish, 11:e hertig av Devonshire senare utsågs (bland annat minister för kolonialfrågor från 1963 till 1964) beskrev han sin farbrors beteende som "den största nepotismhandlingen någonsin". Macmillans försvarsminister Duncan Sandys skrev vid den tiden: "Eden hade ingen gåva för ledarskap; Under Macmillan som premiärminister är allt bättre, kabinettsmötena är ganska förändrade". Många ministrar tyckte att Macmillan var mer beslutsam och livlig än både Churchill och Eden hade varit. En annan av Macmillans ministrar, Charles Hill, uppgav att Macmillan dominerade kabinettsmötena "genom ren överlägsenhet i sinne och omdöme". Macmillan gjorde ofta anspelningar på historia, litteratur och klassiker vid kabinettsmöten, vilket gav honom ett rykte om sig att vara både lärd och underhållande, även om många ministrar tyckte att hans sätt var för auktoritärt. Macmillan hade inget "inre kabinett" och upprätthöll istället en-till-en-relationer med ett fåtal äldre ministrar som Rab Butler som vanligtvis tjänstgjorde som tillförordnad premiärminister när Macmillan var på ett av sina frekventa utlandsbesök. Selwyn Lloyd beskrev Macmillan som att han behandlade de flesta av sina ministrar som "juniora officerare i en enhet som han förde befäl över". Lloyd erinrade sig att Macmillan: "betraktade kabinettet som ett instrument att spela på, en kropp som skulle formas efter hans vilja... mycket sällan misslyckades han med att få sin vilja igenom". Macmillan gav i allmänhet sina ministrar stort spelrum i förvaltningen av sina departement och ingrep endast om han ansåg att något hade gått fel. Macmillan stod särskilt nära sina tre privatsekreterare, Tom Bligh, Freddie Bishop och Philip de Zulueta, som var hans favoritrådgivare. Många ministrar klagade ofta på att Macmillan tog sina privatsekreterares råd på större allvar än han tog deras egna.
Han fick smeknamnet "Supermac" 1958 av serietecknaren Victor Weisz, som hade för avsikt att antyda att Macmillan försökte framställa sig själv som en "Superman"-figur. Det var menat som ett hån men slog tillbaka och kom att användas på ett neutralt eller vänligt sätt. Weisz försökte sätta andra namn på honom, bland annat "Mac the Knife" vid tiden för de omfattande regeringsskiftena 1962, men ingen av dem slog igenom.

#### Ekonomi
Vid sidan av utrikespolitiken var ekonomin Macmillans andra huvudfråga. Hans One-nation-inställning till ekonomin var att sträva efter hög eller full sysselsättning, särskilt när ett allmänt val närmade sig. Detta stod i kontrast till finansministrarna som hävdade att stödet till det brittiska pundet krävde utgiftsnedskärningar och, förmodligen, en ökning av arbetslösheten. Deras råd avvisades och i januari 1958 avgick de tre finansministrarna – Peter Thorneycroft, Nigel Birch och Enoch Powell sedd som deras intellektuella ledare. D. R. Thorpe hävdar att detta, som kom efter att Labourministrarna Aneurin Bevan, John Freeman och Harold Wilson avgått i april 1951 (som hade velat ha högre utgifter), och de nedskärningar som Butler och Macmillan gjorde som kansler 1955-56, var ytterligare ett steg i utvecklingen av "stop-go"-ekonomi, i motsats till försiktig förvaltning på medellång sikt. Macmillan, som var ute på en rundresa i Samväldet, avfärdade denna händelse som "en liten lokal svårighet". Han hyste inget agg mot Thorneycroft och tog med sig honom och Powell, som han var mer misstänksam mot, tillbaka in i regeringen 1960.
Under denna period inleddes också en mer aktiv penningpolitik. Den officiella bankräntan, som hade hållits låg sedan 1930-talet, höjdes i september 1958. Förändringen av bankräntan gav upphov till rykten i City of London om att vissa finansiärer – som var Bank of England-direktörer med ledande befattningar i privata företag – utnyttjade förhandskännedom om ränteändringen i vad som liknade insiderhandel. Det politiska trycket ökade på regeringen och Macmillan gick med på 1957 års Bank Rate Tribunal. Efter att ha hört vittnesmål under vintern 1957 och rapporterat i januari 1958 frikände denna undersökning alla som var inblandade i vad vissa journalister uppfattade som en skönmålning.

#### Inrikespolitik
Under Macmillans tid som premiärminister steg den genomsnittliga levnadsstandarden stadigt samtidigt som många sociala reformer genomfördes. Clean Air Act 1956 antogs under hans tid som finansminister. Under hans tid som premiärminister antogs Housing Act 1957, Offices Act 1960, Noise Abatement Act 1960, och Factories Act 1961. Införande av ett system med graderad pension för att ge pensionärer en extra inkomst, införande av ett särskilt barnbidrag för föräldralösa barn till skilda föräldrar och en minskning av standardarbetsveckan från 48 till 42 timmar.

#### Utrikespolitik

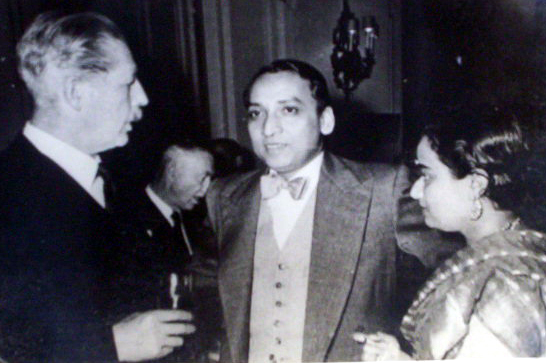
Macmillan med Indiens minister Ashoke Kumar Sen och hans hustru Anjana, dotter till Sudhi Ranjan Das

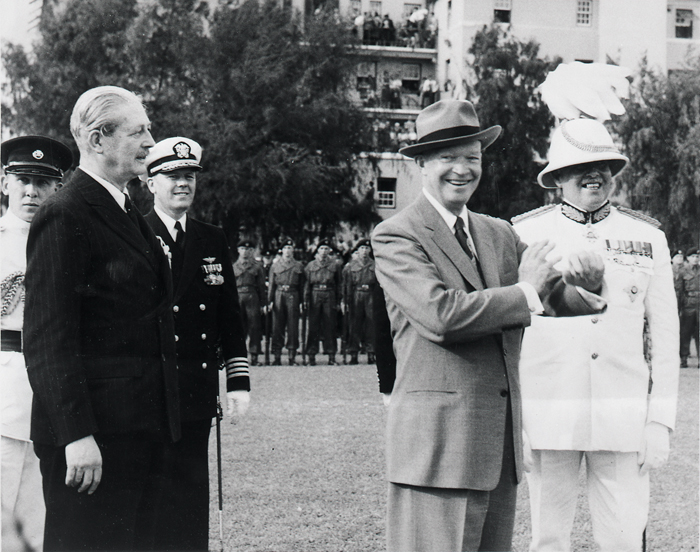
Macmillan och Eisenhower i Bermuda

Macmillan tog nära kontroll över utrikespolitiken. Han arbetade för att minska sprickan med USA efter Suezkrisen (1956), där hans vänskap med Eisenhower under kriget var avgörande. De två hade en produktiv konferens på Bermuda så tidigt som i mars 1957.
I februari 1959 besökte Macmillan Sovjetunionen. Samtalen med Nikita Chrusjtjov minskade spänningarna i relationerna mellan öst och väst i Västberlin och ledde till en principöverenskommelse om att stoppa kärnvapenproven och att hålla ytterligare ett toppmöte mellan de allierades och Sovjetunionens regeringschefer.
I Mellanöstern, som stod inför Bagdadpaktens kollaps 1958 och spridningen av sovjetiskt inflytande, agerade Macmillan beslutsamt för att återställa förtroendet hos de allierade i Persiska viken, genom att använda Royal Air Force och specialstyrkor för att slå ner en revolt som stöddes av Saudiarabien och Egypten mot sultanen av Oman, Said bin Taimur, i juli 1957, utplacering av luftburna bataljoner för att försvara Jordanien mot Förenade Arabemiratens republikanska omstörtande verksamhet i juli 1958; och avskräcka irakiska krav på Kuwait genom att landsätta en brigadgrupp i juni 1961 under Irak-Kuwait-krisen 1961.
Macmillan var en stor förespråkare och arkitekt för avkolonisering. Guldkusten blev självständigt som Ghana, och Federationen Malaya blev självständig inom Samväldet 1957. "Den materiella styrkan hos medlemmarna i det gamla samväldet, om den förenades med det moraliska inflytandet från de asiatiska medlemmarna, innebar att ett enat samvälde alltid skulle ha en mycket kraftfull röst i världspolitiken", sade Macmillan i ett tal 1957 under en rundresa i det forna brittiska imperiet.

#### Kärnvapen

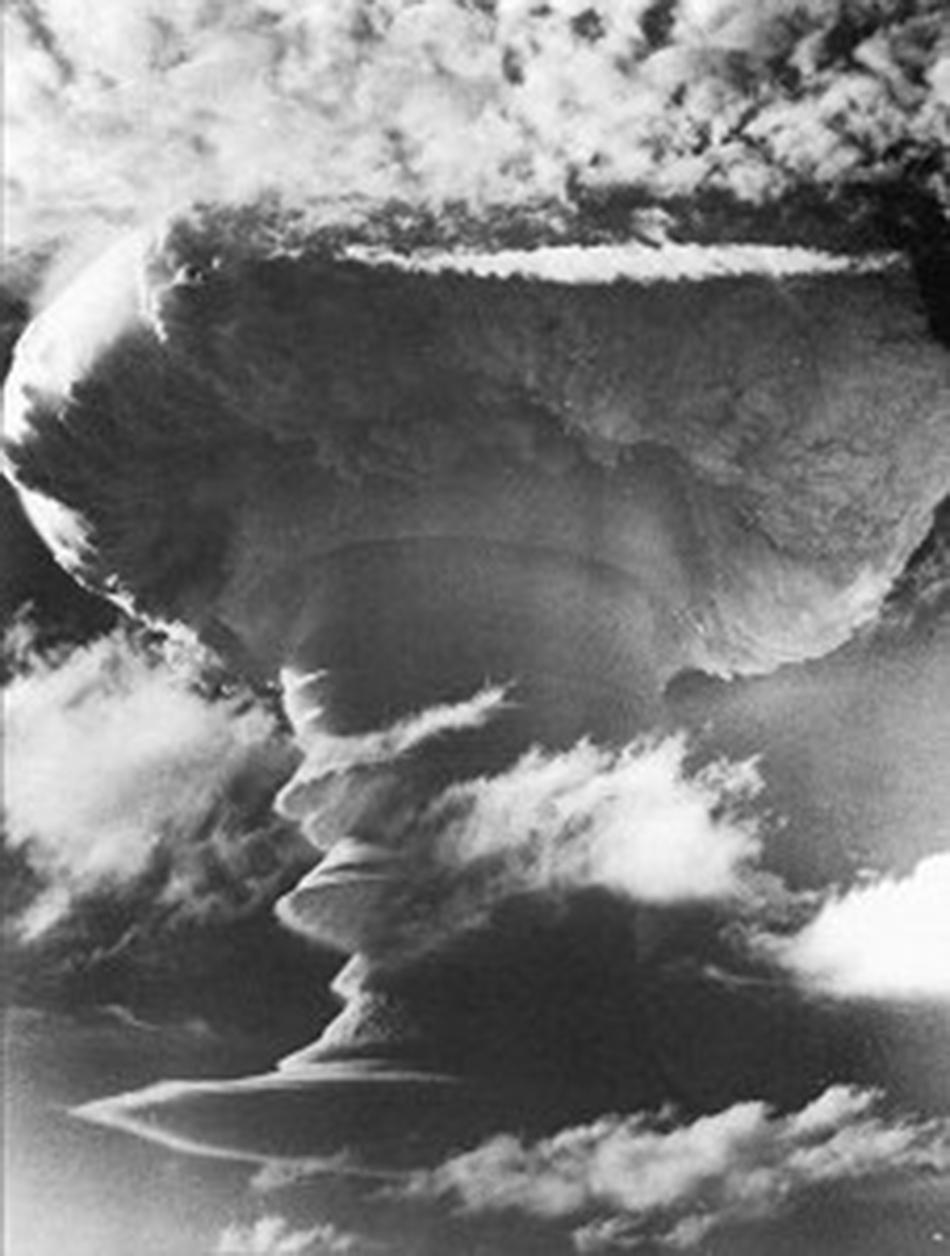
Den första framgångsrika brittiska vätebombstestet —Operation Grapple X Round C1, som skedde över Kiritimati

I april 1957 bekräftade Macmillan sitt starka stöd för det brittiska kärnvapenprogrammet. En rad premiärministrar efter andra världskriget hade varit fast beslutna att övertala USA att återuppta det krigstida samarbetet inom kärnvapenforskning. Macmillan trodde att ett sätt att uppmuntra ett sådant samarbete skulle vara att Storbritannien påskyndade utvecklingen av sin egen vätebomb, som framgångsrikt testades den 8 november 1957.
Macmillans beslut ledde till ökade krav på kärnkraftverken Windscale och (senare) Calder Hall att producera plutonium för militära ändamål. Som ett resultat av detta eroderades säkerhetsmarginalerna för radioaktiva ämnen inuti Windscale-reaktorn. Detta bidrog till Windscale-branden natten till den 10 oktober 1957, som bröt ut i plutoniumanläggningen i Pile No. 1, och radioaktiva föroreningar färdades upp i en skorsten där filtren blockerade en del, men inte allt, av det förorenade materialet. Det radioaktiva molnet spred sig till sydöstra England och nedfallet nådde det europeiska fastlandet. Trots att vetenskapsmän under en tid hade varnat för farorna med en sådan olycka, skyllde regeringen på de arbetare som hade släckt branden för "en felbedömning", snarare än de politiska påtryckningarna för att påskynda megatonbomben.
Bekymrad över att allmänhetens förtroende för kärnenergiprogrammet skulle kunna rubbas och att teknisk information skulle kunna missbrukas av motståndare till försvarssamarbete i den amerikanska kongressen, undanhöll Macmillan allt utom sammanfattningen av en rapport om branden som utarbetats för Atomic Energy Authority av Sir William Penney, chef för Atomic Weapons Research Establishment. Senare offentliggjorda dokument visar att "Macmillans nedskärningar var få och dolde få tekniska detaljer", och att inte ens den fullständiga rapporten fann någon fara för folkhälsan, men senare officiella uppskattningar erkände att utsläppet av polonium-210 direkt kan ha lett till 25 till 50 dödsfall, och antikärnkraftsgrupper kopplade det till 1 000 dödliga cancerformer.
Den 25 mars 1957 gick Macmillan med på Eisenhowers begäran om att basera 60 Thor IRBM i England under gemensam kontroll för att ersätta de kärnvapenbombplan från Strategic Air Command, som hade varit stationerade under gemensam kontroll sedan 1948 och närmade sig föråldring. Delvis som en konsekvens av denna förmån lättades i slutet av oktober 1957 den amerikanska McMahon-lagen för att underlätta kärnkraftssamarbete mellan de två regeringarna, till en början i syfte att producera renare vapen och minska behovet av dubbla tester. Avtalet om ömsesidigt försvar följde den 3 juli 1958 och påskyndade den brittiska utvecklingen av ballistiska missiler, trots den oro som uttrycktes vid den tiden om den impuls som samarbete skulle kunna ge till kärnvapenspridning genom att väcka avundsjuka hos Frankrike och andra allierade.
Macmillan såg en möjlighet att öka det brittiska inflytandet över USA i och med uppskjutningen av den sovjetiska satelliten Sputnik, vilket orsakade en allvarlig förtroendekris i USA som Macmillan skrev i sin dagbok: "Den ryska framgången med uppskjutningen av satelliten har varit något som kan liknas vid Pearl Harbour. Den amerikanska kaxigheten är skakad.... Presidenten är under hård attack för första gången... Atmosfären är nu sådan att nästan vad som helst kan avgöras, hur revolutionerande det än må vara." Den "revolutionära" förändring som Macmillan eftersträvade var ett mer jämlikt anglo-amerikanskt partnerskap eftersom han använde Sputnikkrisen för att pressa Eisenhower att i sin tur pressa kongressen att upphäva 1946 års MacMahon-lag, som förbjöd USA att dela kärnteknik med utländska regeringar, ett mål som uppnåtts i slutet av 1957.
Dessutom lyckades Macmillan få Eisenhower att gå med på att inrätta anglo-amerikanska "arbetsgrupper" för att undersöka utrikespolitiska problem och för vad han kallade "Declaration of Interdependence" (en titel som inte användes av amerikanerna som kallade den "Declaration of Common Purpose"), som han ansåg markerade början på en ny era av anglo-amerikanskt partnerskap. Senare skulle Macmillan få veta att varken Eisenhower eller Kennedy delade antagandet att han tillämpade på "Declaration of Interdependence" att den amerikanske presidenten och den brittiske premiärministern hade lika stor makt över beslut om krig och fred. Macmillan ansåg att den amerikanska politiken gentemot Sovjetunionen var alltför stelbent och konfrontativ och förespråkade en avspänningspolitik i syfte att minska det kalla krigets spänningar.

#### Valet 1959
Macmillan ledde de konservativa till seger i valet 1959 och ökade sitt partis majoritet från 60 till 100 platser. Kampanjen utgick från de ekonomiska förbättringar som uppnåtts samt den låga arbetslösheten och den förbättrade levnadsstandarden. Parollen "Livet är bättre under de konservativa" matchades av Macmillans egen kommentar från 1957: "Låt oss verkligen vara uppriktiga om det – de flesta av vårt folk har aldrig haft det så bra" vanligtvis omskrivet som "Ni har aldrig haft det så bra". En sådan retorik återspeglade en ny verklighet av arbetarklassens välstånd. Det har hävdats att "den viktigaste faktorn i de konservativas seger var att den genomsnittliga reallönen för industriarbetare hade stigit med över 20 procent sedan Churchills seger 1951". Segerns omfattning betydde inte bara att de konservativa hade vunnit tre på varandra följande parlamentsval, utan att de också hade ökat sin majoritet varje gång. Det utlöste en debatt om huruvida Labour (som nu leddes av Hugh Gaitskell) skulle kunna vinna ett nyval igen. Levnadsstandarden hade stigit tillräckligt för att arbetarna skulle kunna delta i en konsumtionsekonomi, vilket förde arbetarklassens angelägenheter bort från Labourpartiets traditionella åsikter.

### Andra regeringen, 1959-1963

#### Ekonomi
Storbritanniens problem med betalningsbalansen ledde till att finansminister Selwyn Lloyd införde ett sju månader långt lönestopp 1961 och detta ledde bland annat till att regeringen förlorade i popularitet och en rad fyllnadsval hölls i mars 1962, av vilka det mest kända var Orpington den 14 mars. Butler läckte till Daily Mail den 11 juli 1962 att en stor regeringsombildning var nära förestående. Macmillan fruktade för sin egen ställning och hävdade senare (1 augusti) för Lloyd att Butler, som satt för ett mandat på landsbygden i East Anglia som troligen skulle lida av EG:s jordbruksprotektionism, hade planerat att splittra partiet i frågan om EG-inträde (det finns inga bevis för att så var fallet).
I 1962 års regeringsombildning, känd som "De långa knivarnas natt", avskedade Macmillan åtta ministrar, inklusive Selwyn Lloyd. Regeringsskiftena sågs allmänt som ett tecken på panik, och den unge liberale parlamentsledamoten Jeremy Thorpe sa om Macmillans avskedanden: "Ingen har större kärlek än att han ger sina vänner livet ut". Macmillan kritiserades öppet av sin föregångare Anthony Eden, en handling som nästan saknar motstycke.
Macmillan stödde skapandet av National Economic Development Council (NEDC, känt som "Neddy"), som tillkännagavs sommaren 1961 och sammanträdde för första gången 1962. National Inincome Commission (NIC, känd som "Nicky"), som inrättades i oktober 1962 för att införa kontroller av inkomster som en del av hans tillväxt-utan-inflation-politik, visade sig dock vara mindre effektiv. Detta berodde till stor del på att arbetsgivarna och den fackliga kongressen (TUC) bojkottade den. En ytterligare serie subtila indikatorer och kontroller introducerades under hans tid som premiärminister.
Rapporten The Reshaping of British Railways (eller Beeching I-rapporten) publicerades den 27 mars 1963. Rapporten börjar med att citera ett utlåtande från premiärministern Harold Macmillan från 1960: "För det första måste industrin vara av en storlek och ett mönster som är anpassat till moderna förhållanden och framtidsutsikter. I synnerhet måste järnvägssystemet utformas så att det motsvarar de aktuella behoven, och moderniseringsplanen måste anpassas till denna nya form", och med förutsättningen att järnvägarna bör drivas som en lönsam verksamhet. Detta ledde till den ökända Beeching Axe, som förstörde många mil av permanent väg och skar av städer från järnvägsnätet.

#### Utrikespolitik

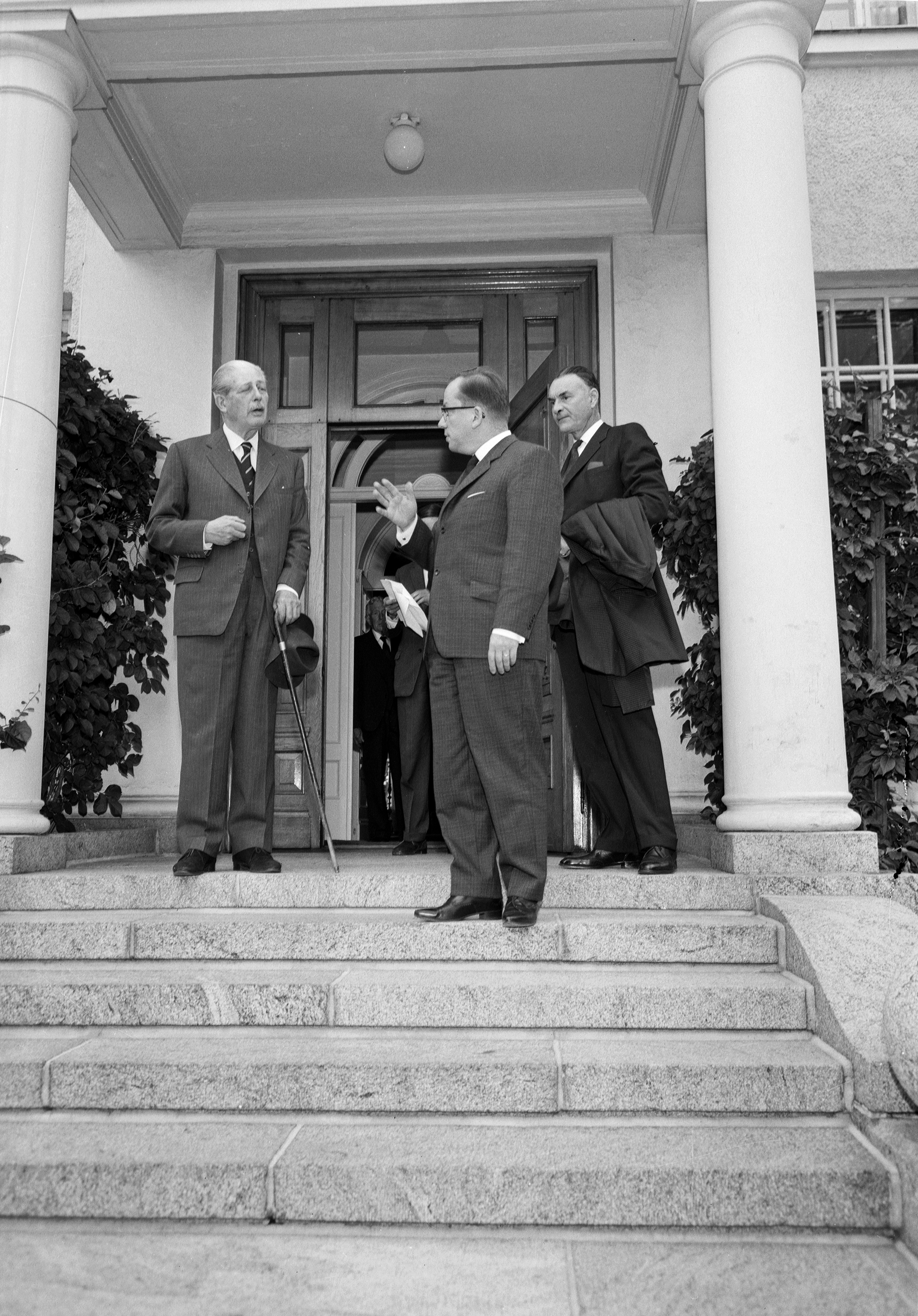
Macmillan (till vänster) den 1 augusti 1961 i Valkeakoski i Finland. I mitten syns finske ministern Ahti Karjalainen och ambassadör Sir Anthony Lambert till höger.

Under jetflygplanens tid reste Macmillan mer än någon tidigare premiärminister, bortsett från Lloyd George som gjorde många resor till konferenser 1919-22. Macmillan planerade att spela en viktig roll i att arrangera ett toppmöte mellan de fyra makterna i Paris för att diskutera Berlinkrisen som var tänkt att inledas i maj 1960, men som Chrusjtjov vägrade att delta i på grund av U-2-incidenten. Macmillan pressade Eisenhower att be Chrusjtjov om ursäkt, vilket presidenten vägrade att göra. Macmillans misslyckande med att få Eisenhower att "be om ursäkt" till Chrusjtjov tvingade honom att ompröva sin "greker och romares" utrikespolitik eftersom han privat medgav att han inte längre kunde "tala meningsfullt med amerikanerna". Misslyckandet vid toppmötet i Paris förändrade Macmillans inställning till den europeiska ekonomiska gemenskapen, som han började se som en motvikt till den amerikanska makten. Samtidigt visade det sig att de anglo-amerikanska "arbetsgrupperna", som Macmillan fäste så stor vikt vid, i stort sett var ineffektiva, eftersom amerikanerna inte ville att deras möjligheter skulle begränsas av ett brittiskt veto; genom interna strider mellan organ i den amerikanska regeringen såsom utrikesdepartementet, försvarsdepartementet, etc.; och på grund av Maclean-Burgess-affären 1951 trodde amerikanerna att den brittiska regeringen var full av sovjetiska spioner och därför inte gick att lita på.

### Relationen med USA
Den speciella relationen med USA fortsatte efter valet av president John F. Kennedy, vars syster Kathleen Cavendish hade gift sig med William Cavendish, markis av Hartington, brorson till Macmillans fru. Macmillan var till en början orolig för att den irländsk-amerikanske katoliken Kennedy kunde vara anglofob, vilket ledde till att Macmillan, som kände till Kennedys speciella intresse för tredje världen, föreslog att Storbritannien och USA skulle spendera mer pengar på bistånd till tredje världen. Betoningen på bistånd till tredje världen sammanföll också väl med Macmillans "ennationskonservatism" som han skrev i ett brev till Kennedy där han förespråkade reformer av kapitalismen för att säkerställa full sysselsättning: "Om vi misslyckas med detta kommer kommunismen att segra, inte genom krig eller ens genom omstörtande verksamhet, utan genom att till synes vara ett bättre sätt att ge människor materiella bekvämligheter".
Macmillan var planerad att besöka USA i april 1961, men när Pathet Lao vann en rad segrar i det laotiska inbördeskriget kallades Macmillan till vad han kallade "Laos dash" för ett krismöte med Kennedy i Key West den 26 mars 1961. Macmillan var starkt emot tanken på att skicka brittiska trupper för att strida i Laos, men var rädd för att skada relationerna med USA om han inte gjorde det, vilket gjorde honom mycket orolig när han gav sig av mot Key West, särskilt som han aldrig hade träffat Kennedy tidigare. Macmillan var särskilt emot en intervention i Laos eftersom han hade varnats av sina stabschefer den 4 januari 1961 att om västerländska trupper gick in i Laos skulle Kina troligen intervenera i Laos eftersom Mao Zedong hade gjort det helt klart att han inte skulle acceptera västerländska styrkor i någon nation som gränsade till Kina. Samma rapport slog fast att ett krig med Kina i Laos skulle "bli en bottenlös avgrund där våra begränsade militära resurser snabbt skulle försvinna". Kennedy å sin sida ville att Storbritannien skulle skicka trupper till Laos om USA gjorde det av politiska skäl. Mötet i Key West var mycket spänt då Macmillan hördes muttra "Han pressar mig hårt, men jag kommer inte att ge vika". Macmillan gick dock motvilligt med på att om amerikanerna ingrep i Laos, så skulle Storbritannien också göra det. Krisen i Laos hade en stor kris i de anglo-thailändska relationerna eftersom thailändarna tryckte på för att väpnade styrkor från alla SEATO-medlemmar skulle föras till "Charter Yellow", ett tillstånd av förhöjd beredskap som den brittiska representanten i SEATO lade in sitt veto mot. Thailändarna ville ändra omröstningsförfarandet för SEATO från att kräva enhälligt samtycke till tre fjärdedelars majoritet, en åtgärd som Storbritannien lade in sitt veto mot, vilket fick thailändarna att tappa intresset för SEATO.
Misslyckandet med invasionen av Grisbukten i april 1961 fick Kennedy att misstro de hökaktiga råd han fick från Joint Chiefs of Staff och CIA, och han bestämde sig till slut för att inte intervenera i Laos, till Macmillans privata lättnad. Macmillans andra möte med Kennedy i april 1961 var vänligare och hans tredje möte i London i juni 1961 efter att Kennedy hade blivit besegrad av Chrusjtjov vid ett toppmöte i Wien ännu mer vänligt. Det var vid sitt tredje möte i London som Macmillan började axla manteln som en äldre statsman, som uppmuntrade Kennedy och hans erfarenhet skapade en varaktig vänskap. Macmillan trodde att personlig diplomati var det bästa sättet att påverka Kennedy och utsåg David Ormsby-Gore till sin ambassadör i Washington eftersom han sedan länge var vän med Kennedyfamiljen, som han hade känt sedan 1930-talet när Kennedys far hade tjänstgjort som amerikansk ambassadör i London.
Han var ett stöd under hela Kubakrisen 1962 och Kennedy konsulterade honom per telefon varje dag. Ambassadören David Ormsby-Gore var en nära vän till presidenten och deltog aktivt i Vita husets diskussioner om hur krisen skulle lösas. När det gäller Kongokrisen hamnade Macmillan i konflikt med Kennedy eftersom han var emot att FN-styrkorna skulle sätta stopp för den separatistiska regimen i Katanga som stöddes av Belgien och de västerländska gruvbolagen, vilket han hävdade skulle destabilisera Centralafrikanska federationen. I kontrast till detta ansåg Kennedy att regimen i Katanga var en belgisk marionettstat och att dess blotta existens var skadlig för västvärldens prestige i tredje världen. Trots Macmillans invändningar beslutade Kennedy att låta FN-styrkorna fördriva de vita legosoldaterna från Katanga och återintegrera Katanga i Kongo. Kennedy å sin sida pressade Macmillan utan framgång för att få Storbritannien att ansluta sig till det amerikanska ekonomiska embargot mot Kuba. Macmillan sa till sin utrikesminister Lord Home att "det finns ingen anledning för oss att hjälpa amerikanerna med Kuba".
Macmillan var en anhängare av provstoppsavtalet från 1963, och under första halvan av 1963 fick han Ormsby-Gore att i tysthet utöva påtryckningar på Kennedy att återuppta samtalen våren 1963 när förhandlingarna körde fast. Macmillan kände att utrikesminister Dean Rusk obstruerade och ringde Kennedy den 11 april 1963 för att föreslå ett gemensamt brev till Chrusjtjov för att bryta dödläget. Genom att Chrusjtjovs svar på Macmillan-Kennedys brev var mestadels negativt, pressade Macmillan Kennedy att ta upp den enda positiva aspekten i sitt svar, nämligen att om ett högt uppsatt anglo-amerikanskt team skulle anlända till Moskva, skulle han välkomna dem för att diskutera hur man bäst skulle gå vidare med ett provstoppsavtal. De två sändebuden som anlände till Moskva var W. Averell Harriman som representerade Förenta staterna och Lord Hailsham som representerade Storbritannien. Genom Lord Hailshams roll var till stor del observatörens att samtalen mellan Harriman och den sovjetiske utrikesministern Andrej Gromyko resulterade i det genombrott som ledde till det partiella provstoppsavtalet i augusti 1963, som förbjöd alla kärnvapenprov ovan jord. Macmillan hade tvingande inrikespolitiska skäl för provstoppsavtalet. Journalfilmer av sovjetiska och amerikanska kärnvapenprov under 1950-talet hade skrämt slag på delar av den brittiska allmänheten som var mycket oroade över möjligheten att vapen med sådan destruktiv kraft skulle kunna användas mot brittiska städer, och detta ledde till grundandet av Campaign for Nuclear Disarmament (CND), vars demonstrationer i slutet av 1950-talet och början av 1960-talet som krävde brittisk kärnvapennedrustning var välbesökta. Macmillan trodde på kärnvapnens värde både som ett avskräckande medel mot Sovjetunionen och för att upprätthålla Storbritanniens anspråk på att vara en stormakt, men han var också orolig för CND:s popularitet. För Macmillan var förbudet mot kärnvapenprov ovan jord, vilket genererade filmsekvenser av de olycksbådande svampmolnen som tornade upp sig långt över jorden, det bästa sättet att minska CND:s attraktionskraft, och i detta var det partiella kärnvapenförbudsavtalet från 1963 framgångsrikt.

### Wind of Change

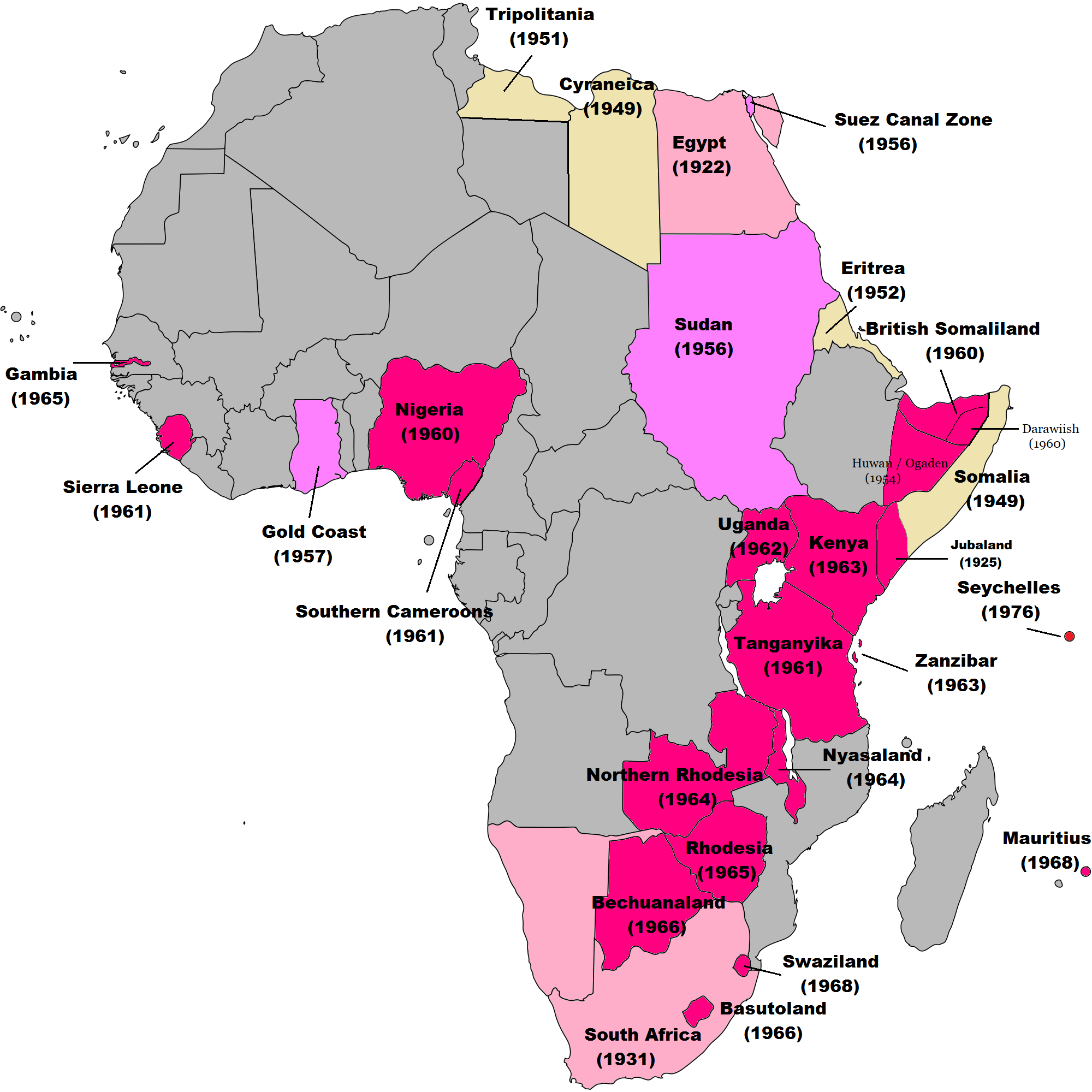
Brittisk avkolonisering i Afrika

Macmillans första regering hade sett den första fasen av den afrikanska självständighetsrörelsen söder om Sahara, som accelererade under hans andra regering. Den mest problematiska av kolonierna var Centralafrikanska federationen, som hade förenat Nordrhodesia, Sydrhodesia och Nyasaland 1953, till stor del på grund av rädslan för att den vita befolkningen i Sydrhodesia (nuvarande Zimbabwe) skulle vilja ansluta sig till Sydafrika, som sedan 1948 hade letts av afrikandnationalister som var klart fientligt inställda till Storbritannien. Genom att Centralafrikanska federationen hade presenterats som ett multietniskt försök att utveckla regionen, hade federationen varit instabil redan från början med den svarta befolkningen som anklagade de vita för att ha fått en privilegierad position.
Macmillan ansåg att om kostnaderna för att hålla sig kvar på ett visst territorium var större än fördelarna så skulle det avskaffas. Under den kenyanska nödsituationen försökte de brittiska myndigheterna skydda kikuyubefolkningen från Mau Mau-gerillan (som kallade sig "Land and Freedom Army") genom att internera kikuyu i läger. En skandal bröt ut när vakterna i Hola-lägret offentligt slog ihjäl 11 fångar den 3 mars 1959, vilket fick mycket negativ publicitet när nyheten sipprade ut från Kenya till Storbritannien. Många i brittiska medier jämförde levnadsförhållandena i de kenyanska lägren med koncentrationslägren i Nazityskland och menade att människorna i lägren var utmärglade och sjukliga. I Devlinkommissionens rapport i juli 1959 om undertryckandet av demonstranter i Nyasaland (dagens Malawi) kallades Nyasaland för "en polisstat". I efterdyningarna av kritiken mot kolonialpolitiken i Kenya och Nyasland började Macmillan från 1959 och framåt att se de afrikanska kolonierna som en belastning, och hävdade vid kabinettsmöten att den nivå av våld som krävdes för att hålla fast vid dem skulle resultera i mer inhemsk kritik, internationell vanära och kostsamma krig och skulle göra det möjligt för Sovjetunionen att etablera inflytande i tredje världen genom att stödja självutnämnda "befrielserörelser" som bara skulle göra saker och ting värre. Efter att ha säkrat en tredje mandatperiod för de konservativa 1959 utnämnde han Iain Macleod till kolonialminister. Macleod påskyndade avkoloniseringen kraftigt och när han 1961 blev ordförande för det konservativa partiet och ledare för underhuset hade han fattat beslutet att ge självständighet till Nigeria, Tanganyika, Kenya, Nyasaland (som Malawi) och Nordrhodesia (som Zambia). Macmillan gav sig ut på sin "Wind of Change"-turné i Afrika, med start i Ghana den 6 januari 1960. Han höll det berömda talet Wind of Change ("Förändringens vind") i Kapstaden den 3 februari 1960. Det anses vara en milstolpe i avkoloniseringsprocessen.
Nigeria, södra Kamerun och Brittiska Somaliland blev självständiga 1960, Sierra Leone och Tanganyika 1961, Trinidad och Tobago och Uganda 1962 och Kenya 1963. Zanzibar slogs samman med Tanganyika och bildade Tanzania 1963. Alla stannade kvar inom Samväldet utom Brittiska Somaliland, som slogs samman med Italienska Somaliland och bildade Somalia.
Macmillans politik överskuggade fientligheten från vita minoriteter och den konservativa måndagsklubben. Sydafrika lämnade det mångetniska samväldet 1961 och Macmillan gick med på att Centralafrikanska federationen upplöstes i slutet av 1963.
I Sydostasien blev Malaya, Sabah (Brittiska norra Borneo), Sarawak och Singapore självständiga som Malaysia 1963. Eftersom Singapore med sin etniska kinesiska majoritet var den största och rikaste staden i regionen, var Macmillan rädd för att en federation av Malaya och Singapore tillsammans skulle resultera i en stat med kinesisk majoritet, och insisterade på att inkludera Sarawak och Brittiska norra Borneo i federationen Malaysia för att säkerställa att den nya staten var en stat med malaysisk majoritet. Under den malaysiska krisen var majoriteten av den kommunistiska gerillan etniska kineser, och den brittiska politiken tenderade att gynna de muslimska malajerna vars villighet att följa sina sultaner och imamer gjorde dem mer antikommunistiska. Sydostasien var en region där ras-etnisk-religiös politik var förhärskande, och de betydande kinesiska minoriteterna i regionen var allmänt illa omtyckta på grund av deras större ekonomiska framgång. Macmillan ville att Storbritannien skulle behålla militärbaser i den nya staten Malaysia för att säkerställa att Storbritannien var en militärmakt i Asien och därför ville han att den nya staten Malaysia skulle ha en västvänlig regering. Detta mål uppnåddes bäst genom att låta samma malaysiska elit som hade arbetat med de brittiska koloniala myndigheterna fungera som den nya eliten i Malaysia, därav Macmillans önskan att ha en malaysisk majoritet som skulle rösta på malaysiska politiker. Macmillan ville särskilt behålla den brittiska basen i Singapore, som han liksom andra premiärministrar såg som grundbulten i den brittiska makten i Asien.
Den indonesiska presidenten Sukarno motsatte sig starkt den nya federationen. Den 8 december 1962 sponsrade Indonesien ett uppror i det brittiska protektoratet Brunei, vilket ledde till att Macmillan skickade Gurkhas för att slå ner upproret mot sultanen. I januari 1963 inledde Sukarno en konfrontasi-politik ("konfrontation") med Storbritannien. Macmillan avskydde Sukarno, dels för att han hade varit en japansk kollaboratör i andra världskriget, och dels för att hans förkärlek för avancerade uniformer trots att han aldrig personligen hade kämpat i ett krig förolämpade första världskriget-veteranen Macmillan, som hyste ett starkt förakt för alla män som inte hade deltagit i strid. I sin dagbok kallade Macmillan Sukarno för "en korsning mellan Liberace och Little Lord Fauntleroy". Macmillan ansåg att det skulle vara "eftergiftspolitik" att ge efter för Sukarnos krav och hamnade i konflikt med Kennedy i frågan. Sukarno var ledare för den folkrikaste nationen i Sydostasien och även om han officiellt var neutral under det kalla kriget, tenderade han att inta anti-västliga ståndpunkter, och Kennedy föredrog att tillmötesgå honom för att föra honom närmare väst; Till exempel var det en NATO-allierad som stödde Indonesiens anspråk på Nederländska Nya Guinea även genom Nederländerna. Macmillan fruktade kostnaderna för ett fullskaligt krig med Indonesien, men ansåg också att det skulle skada den brittiska prestigen att ge efter för Sukarno, och skrev den 5 augusti 1963 att Storbritanniens ställning i Asien skulle bli "ohållbar" om Sukarno skulle triumfera över Storbritannien på samma sätt som han hade gjort över holländarna på Nya Guinea. För att hjälpa till att minska kostnaderna för kriget vädjade Macmillan till den australiske premiärministern Sir Robert Menzies att skicka trupper för att försvara Malaysia. Den 25 september 1963 tillkännagav Sukarno i ett tal att Indonesien skulle "ganyang Malaysia" ("sluka Malaysia rått") och samma dag brände en mobb ner den brittiska ambassaden i Jakarta. Resultatet blev den indonesiska konfrontationen, ett odeklarerat krig mellan Storbritannien och Indonesien som började 1963 och fortsatte till 1966.
Det snabba maktöverlämnandet upprätthöll de nya nationernas goodwill, men kritiker hävdade att det var för tidigt. I sitt rättfärdigande citerade Macmillan Lord Macaulay 1851:
"Många politiker i vår tid har för vana att framställa det som en självklarhet att inget folk bör vara fritt förrän det är i stånd att använda sin frihet. Maximen är värdig dåren i den gamla berättelsen, som bestämde sig för att inte gå i vattnet förrän han hade lärt sig simma. Om människor ska vänta på frihet tills de blir visa och goda i slaveri, kan de verkligen vänta för evigt."

#### Skyboltkrisen

Macmillan och John F. Kennedy 1961

Macmillan avbeställde den ballistiska missilen Blue Streak i april 1960 på grund av oro för dess sårbarhet för en förebyggande attack, men fortsatte med utvecklingen av den luftburna Blue Steel-roboten, som var på väg att gå in i tester. Som ersättare till Blue Steel valde han att Storbritannien skulle gå med i det amerikanska missilprojektet Skybolt. Från samma år tillät Macmillan den amerikanska flottan att stationera Polaris-ubåtar vid Holy Loch i Skottland, som ersättning för Thor. När Skybolt ensidigt avbröts av USA:s försvarsminister Robert McNamara, förhandlade Macmillan med president Kennedy om köp av Polaris-missiler enligt Nassauöverenskommelsen i december 1962.

#### Europa
Macmillan samarbetade med stater utanför Europeiska gemenskaperna (EG) för att bilda Europeiska frihandelssammanslutningen (EFTA), som den 3 maj 1960 upprättade ett frihandelsområde. I takt med att EG visade sig vara en ekonomisk framgång började det bli mer attraktivt att vara medlem i EG jämfört med EFTA. En rapport från Sir Frank Lee från USA:s finansdepartement i april 1960 förutspådde att de tre stora maktblocken under de kommande decennierna skulle vara de som leddes av USA, Sovjetunionen och EG, och hävdade att för att undvika isolering skulle Storbritannien på ett avgörande sätt ha anslutit sig till ett av maktblocken. Macmillan skrev i sin dagbok om sitt beslut att ansöka om att gå med i EG: "Kommer vi att hamna i kläm mellan ett fientligt (eller åtminstone mindre och mindre vänligt) Amerika och ett skrytsamt, mäktigt 'Karl den stores imperium' – nu under franskt, men senare tvunget att komma under tysk kontroll?... Det är ett dystert val".
Eftersom Macmillan hade bestämt sig för att gå med i EG 1960 väntade han till juli 1961 med att formellt lämna in ansökan, eftersom han fruktade reaktionen från det konservativa partiets backbenchers, bondelobbyn och den populistiska tidningskedjan som ägdes av den kanadensiske högermiljonären Lord Beaverbrook, som såg Storbritanniens inträde i EG som ett svek mot det brittiska imperiet. Som väntat framförde Beaverbrook-tidningarna, vars läsare tenderade att rösta konservativt, häftig kritik mot Macmillans ansökan om att gå med i EG, och anklagade honom för förräderi. Förhandlingarna om att gå med i EG komplicerades av Macmillans önskan att tillåta Storbritannien att fortsätta sin traditionella politik att importera livsmedel från samväldesnationerna Australien, Nya Zeeland och Kanada, vilket ledde till att EG-länderna, särskilt Frankrike, anklagade Storbritannien för att förhandla i ond tro.
Macmillan såg också värdet av ett närmande till EG, som hans regering försökte få uppehållstillstånd i, men den franske presidenten Charles de Gaulle lade in sitt veto mot deras ansökan den 29 januari 1963. De Gaulle var alltid starkt emot brittiskt inträde av många skäl. Han kände att britterna oundvikligen var nära förbundna med amerikanerna. Han betraktade de europeiska gemenskaperna som ett kontinentalt arrangemang mellan i första hand Frankrike och Tyskland, och ansåg att Frankrikes roll skulle minska om Storbritannien gick med.

#### Partiella provstoppsavtalet
Macmillans tidigare försök att få till stånd en överenskommelse vid toppmötet i Paris i maj 1960 hade kollapsat på grund av U-2-incidenten 1960. Han var en kraft i förhandlingarna som ledde till att Storbritannien, USA och Sovjetunionen undertecknade 1963 års provstoppsavtal. Han skickade Lord Hailsham för att förhandla om provstoppsavtalet, ett tecken på att han förberedde honom som en potentiell efterträdare.
President Kennedy besökte Macmillans lantställe Birch Grove, den 29-30 juni 1963 för samtal om den planerade multilaterala styrkan. De träffades aldrig igen, och detta skulle bli Kennedys sista besök i Storbritannien. Han mördades i november, kort efter att Macmillans tid som premiärminister hade avslutats.

### Slut på premiärministertiden
I början av 1960-talet började många tycka att Macmillans höviska och belevade edvardianska manér var anakronistiskt, och satiriska tidskrifter som Private Eye och TV-programmet That Was the Week That Was hånade honom skoningslöst som en dum, aningslös ledare. Macmillans hantering av Vassall-affären – där amiralitetstjänstemannen John Vassall dömdes i oktober 1962 för att ha vidarebefordrat hemligheter till Sovjetunionen – underminerade hans "Super-Mac"-rykte för kompetens. D. R. Thorpe skriver att från januari 1963 "låg Macmillans strategi i ruiner", vilket fick honom att leta efter en "graciös utgång". Vassall-affären vände pressen mot honom. Samma månad avled oppositionsledaren Hugh Gaitskell plötsligt, 56 år gammal. Med ett allmänt val som skulle hållas före slutet av följande år, kastade Gaitskells död den brittiska politikens framtid i ny tvivel. Månaden därpå valdes Harold Wilson till ny ledare för Labour, och han visade sig vara ett populärt val bland allmänheten.

#### Profumoaffären
Profumoaffären 1963 skadade permanent trovärdigheten för Macmillans regering. Avslöjandet av affären mellan John Profumo (krigsminister) och en påstådd call girl, Christine Keeler, som samtidigt låg med den sovjetiska marinattachén kapten Jevgenij Ivanov, fick det att se ut som om Macmillan hade förlorat kontrollen över sin regering och över händelserna i allmänhet. I den efterföljande parlamentsdebatten sågs han som en patetisk figur, medan Nigel Birch förklarade, med Brownings ord om Wordsworth, att det skulle bli "Aldrig en glad och säker morgon igen!". Den 17 juni 1963 vann han en omröstning i parlamentet med en majoritet på 69 röster, en majoritet mindre än vad som hade ansetts nödvändigt för hans överlevnad, och fick därefter sällskap i rökrummet endast av sin son och svärson, inte av någon minister. Butler och Reginald Maudling (som var mycket populär bland parlamentsledamöter vid den tiden) vägrade dock att kräva hans avgång, särskilt efter en våg av stöd från konservativa aktivister runt om i landet. Många av de oanständiga avslöjandena om "etablissemangets" sexliv under Profumoaffären skadade bilden av "etablissemanget" som Macmillan sågs som en del av, och gav honom 1963 bilden av en "misslyckad representant för en dekadent elit".

#### Avgång
Sommaren 1963 uppmanade det konservativa partiets ordförande Lord Poole den åldrande Macmillan att dra sig tillbaka. Dennings fullständiga rapport om Profumo-skandalen publicerades den 26 september 1963.
Macmillan hade ett möte med Butler den 11 september och var noga med att hålla sina alternativ öppna (gå i pension nu, gå i pension efter nyår eller kämpa i nästa val). Han talade om saken med sin son Maurice och andra högt uppsatta ministrar. Under en lunch med lord Swinton den 30 september föredrog han att avgå, men bara om lord Hailsham kunde bli hans efterträdare. Han träffade Butler på morgonen den 7 oktober och berättade för honom att han planerade att stanna kvar för att leda de konservativa in i nästa parlamentsval, men att han sedan drabbades av prostataproblem natten mellan den 7 och 8 oktober, kvällen före det konservativa partiets konferens.
Macmillan opererades klockan 11.30 den 10 oktober. Även om det ibland sägs att han trodde att han hade inoperabel prostatacancer, visste han i själva verket att den var godartad före operationen. Macmillan var nästan redo att lämna sjukhuset inom tio dagar efter diagnosen och kunde lätt ha fortsatt, enligt hans läkare Sir John Richardson. Hans sjukdom gav honom en väg ut.

#### Efterträdaren

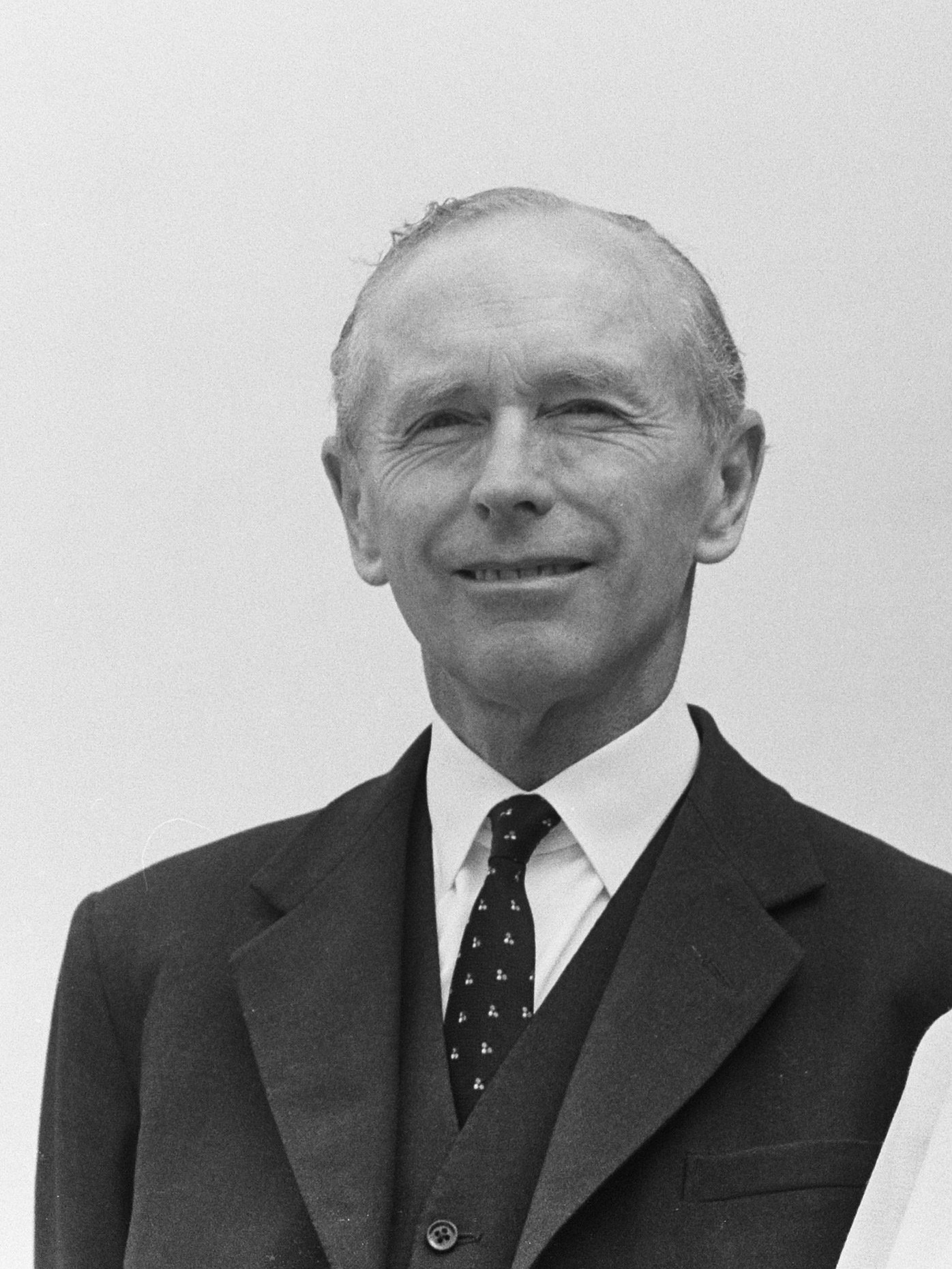
Macmillans efterträdare som premiärminister, Sir Alec Douglas-Home

Medan han återhämtade sig på sjukhuset skrev Macmillan en promemoria (daterad den 14 oktober) där han rekommenderade den process genom vilken man skulle "sondera" partiets åsikter för att välja hans efterträdare, vilket accepterades av kabinettet den 15 oktober. Den här gången skulle parlamentsledamöter och yngre ministrar tillfrågas om sin åsikt, snarare än bara kabinettet som 1957, och ansträngningar skulle göras för att undersöka opinionen bland jämnåriga och valkretsaktivister.
Enoch Powell hävdade att det var fel av Macmillan att försöka monopolisera de råd som gavs till drottningen på detta sätt. I själva verket gjordes detta på slottets begäran, så att drottningen inte skulle uppfattas som inblandad i politiken som hade skett i januari 1957, och som hade beslutats redan i juni när det hade sett ut som om regeringen skulle kunna falla över Profumo-skandalen. Ben Pimlott beskrev senare detta som "den största politiska missbedömningen under hennes regeringstid".
Macmillan efterträddes av utrikesminister Alec Douglas-Home i ett kontroversiellt drag. Det påstods att Macmillan hade dragit i trådarna och utnyttjat partiets höjdare, med smeknamnet "Den magiska cirkeln", som hade vinklat sina "sonderingar" av åsikter bland parlamentsledamöter och ministrar för att säkerställa att Butler (återigen) inte valdes.
Han avgick slutligen och tog emot drottningen från sin sjukhussäng den 18 oktober 1963, efter nästan sju år som premiärminister. Privat kände han att han jagades bort från sitt ämbete av en minoritet i de bakre leden:
"Några få kommer att vara nöjda med den framgång de har haft i mordet på sin ledare och kommer inte att bry sig särskilt mycket om vem som blir efterträdare. ... De är ett band som i slutändan inte uppgår till mer än 15 eller 20 som mest."

## Pensionering, 1963–1986

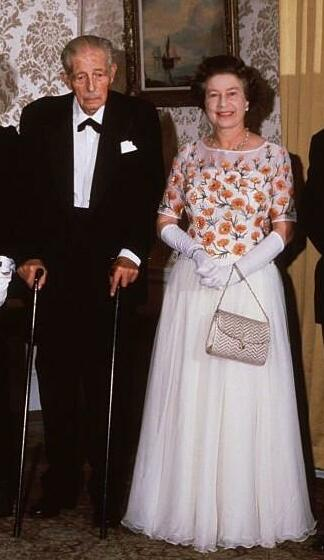
Macmillan med drottning Elizabeth II 1985

Macmillan vägrade till en början att bli adlad och drog sig tillbaka från politiken i september 1964 och avgick i valet 1964 månaden därpå, som de konservativa förlorade knappt till Labour, som nu leddes av Harold Wilson. Hans tjänstgöring i underhuset uppgick till 37 år.

### Universitetskansler i Oxford (1960–1986)
Macmillan hade valts till kansler för universitetet i Oxford 1960, i en kampanj som leddes av Hugh Trevor-Roper, och innehade detta ämbete under resten av sitt liv, ofta som ordförande vid universitetsevenemang, tal och outtröttligt insamlade in pengar. Enligt rektorn Sir Patrick Neill brukade Macmillan "prata sent in på natten med ivriga grupper av studenter som ofta blev förvånade av de radikala åsikter han lade fram, långt in i sitt sista decennium".

### Återvändelse till Macmillan Publishers
Som pensionär blev Macmillan ordförande för sin familjs förlag, Macmillan Publishers, från 1964 till 1974. Förlaget förblev i familjens ägo tills en majoritetsandel köptes 1995 av Holtzbrinck Publishing Group. Macmillan gav ut en självbiografi i sex volymer:
1. Winds of Change, 1914–1939 (1966) ISBN 0-333-06639-1
2. The Blast of War, 1939–1945 (1967) ISBN 0-333-00358-6
3. Tides of Fortune, 1945–1955 (1969) ISBN 0-333-04077-5
4. Riding the Storm, 1956–1959 (1971) ISBN 0-333-10310-6
5. Pointing the Way, 1959–1961 (1972) ISBN 0-333-12411-1
6. At the End of the Day, 1961–1963 (1973) ISBN 0-333-12413-8

Macmillans levnadstecknare erkänner att hans memoarer ansågs vara "tunga". Att läsa dessa volymer sa Macmillans politiske fiende Enoch Powell att det framkallade "en sensation som liknar den när man tuggar på kartong". Butler skrev i sin recension av Riding the Storm: "Sammantaget kommer detta massiva arbete att hålla vem som helst sysselsatt i flera veckor."
Macmillans dagböcker från kriget mottogs bättre.
- War Diaries: Politics and War in the Mediterranean, January 1943 – May 1945 (London: Macmillan, 1984) ISBN 0-333-37198-4

Efter Macmillans död har även hans dagböcker för 1950- och 1960-talen publicerats, båda redigerade av Peter Catterall:
- The Macmillan Diaries: The Cabinet Years 1950–57 (London: Macmillan, 2003) ISBN 0-333-71167-X
- The Macmillan Diaries Vol II: Prime Minister and After 1957–1966 (London: Macmillan, 2011) ISBN 1-405-04721-6

Macmillan brände sin dagbok i kulmen på Suezaffären, förmodligen på Edens begäran, även om det enligt Campbell var mer troligt att det var för att skydda sitt eget rykte.

### Klubbar i London
Macmillan var medlem i många klubbar. På sin första kväll som premiärminister gjorde han en offentlig show av att ta med Chief Whip Edward Heath på ostron på Turf Club.
Han blev ordförande för Carlton Club 1977 och bodde ofta på klubben när han var tvungen att övernatta i London. Inom några månader efter att han blivit ordförande slog han ihop Carlton och Junior Carlton. Han var också medlem i Buck's, Pratt's, Turf Club och Beefsteak Club. Han kommenterade också en gång att White's var 75 % gentlemän och 25 % skurkar, den perfekta kombinationen för en klubb.

### Politiska inlägg
Macmillan gjorde då och då politiska inlägg när han gick i pension. Som svar på en kommentar av Labours premiärminister Harold Wilson om att han inte hade stövlar när han gick i skolan, svarade Macmillan: "Om mr Wilson inte hade stövlar i skolan beror det på att han var för stor för dem."
Macmillan mottog Order of Merit 1976. I oktober samma år efterlyste han "en nationell enhetsregering" som omfattade alla partier och som skulle kunna få allmänhetens stöd för att lösa den ekonomiska krisen. På frågan om vem som skulle kunna leda en sådan koalition svarade han: "Mr Gladstone bildade sin sista regering när han var åttiotre år. Jag är bara åttiotvå. Du får inte lägga frestelser i vägen för mig."" Han diskuterade idén med Eden, men IMF-lånet räddade landet och Labourregeringen.
Macmillan reste fortfarande mycket och besökte Kina i oktober 1979, där han förde samtal med vice premiärminister Deng Xiaoping.

### Relationen till Margaret Thatcher

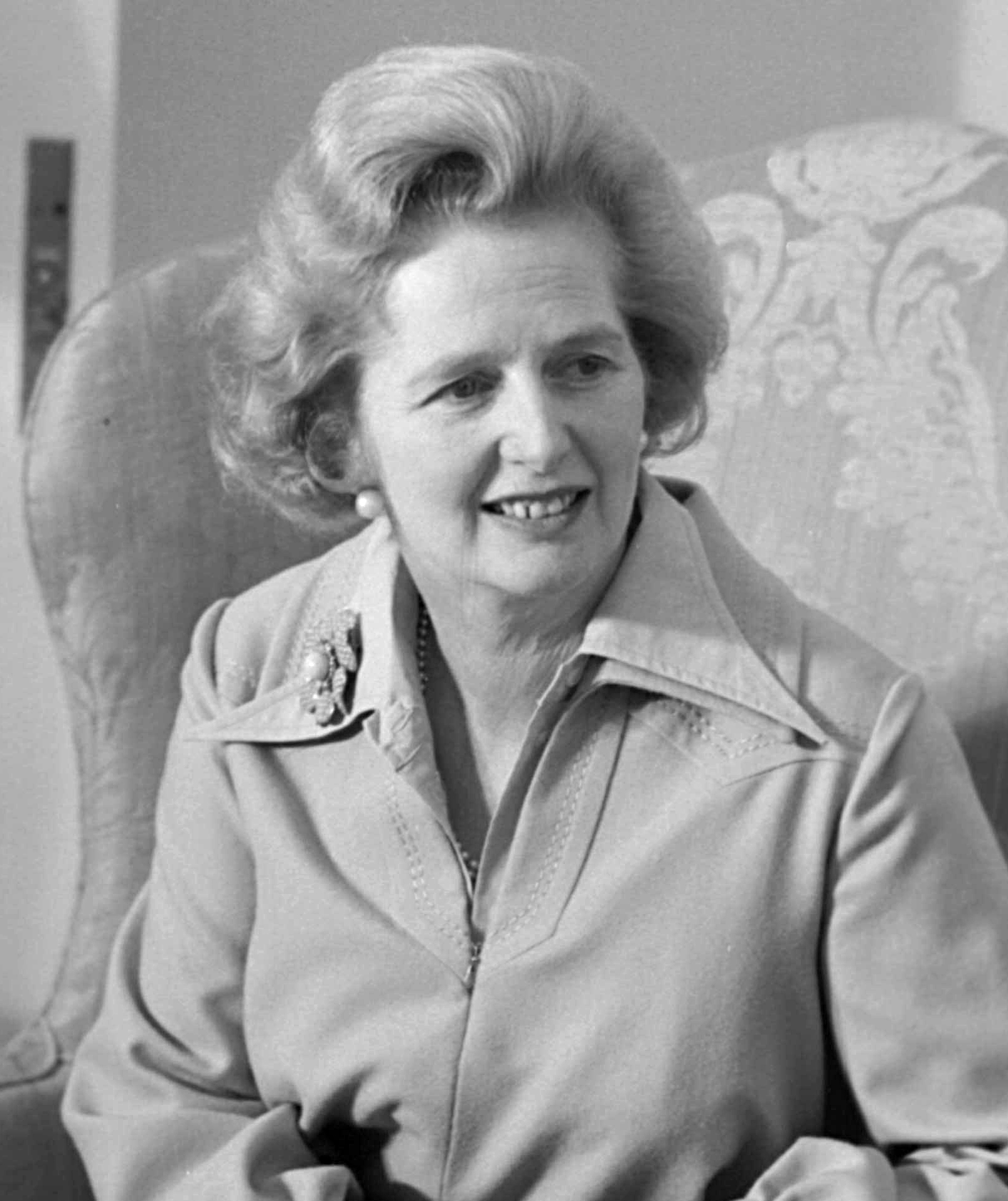
Macmillan blev kritisk mot Margaret Thatcher (på bilden från 1975)

Macmillan drogs mer aktivt in i politiken efter att Margaret Thatcher blev ledare för de konservativa i februari 1975. Efter att hon avslutat Labours femåriga styre och blivit premiärminister i maj 1979, sa han till Nigel Fisher (hans levnadstecknare, och själv en konservativ parlamentsledamot): "Ted [Heath] var en mycket bra nr 2 {paus} inte en ledare {paus}. Nu har du en riktig ledare. {lång paus} Oavsett om hon leder dig i rätt riktning ..."
Macmillans egen tid som premiärminister attackerades av monetaristerna i partiet, vars teorier Thatcher stödde. I ett berömt tal i överhuset undrade han högt varifrån sådana teorier hade kommit:
"Var det Amerika? Eller var det Tibet? Det är helt sant, många av mina lorder kommer att minnas att det var i barnkammaren. Hur behandlar man en förkylning? En barnflicka sa: "Mata en förkyld". hon var nykeynesian. Den andre sade: 'Svält en förkylning'; Hon var monetarist."
Macmillan var en av flera personer som rådde Thatcher att sätta upp ett litet krigskabinett för att hantera Falklandskriget. På hans inrådan uteslöt hon finansdepartementet från detta organ.:148 Efter att först ha frågat om Argentina var känt för att ha kärnvapen, var Macmillans råd att utse en högre militär rådgivare, som Pug Ismay hade varit under andra världskriget (i händelse av att försvarsstabschefen amiral Lewin hade denna roll). Hon hade redan fått rådet att utesluta finansdepartementet från Frank Cooper (statssekreteraren för försvarsdepartementet), inte minst på grund av Macmillans eget uppträdande som finansminister när han krävde ett stopp för Suezoperationen. Hon erinrade sig senare: "Jag ångrade aldrig att jag följde Harold Macmillans råd. Vi har aldrig frestats att äventyra våra styrkors säkerhet av ekonomiska skäl. Allt vi gjorde styrdes av militär nödvändighet."
När ärftliga pärsvärdigheter återigen skapades under Thatcher begärde Macmillan det earlskap som vanligtvis hade tilldelats avgående premiärministrar, och den 24 februari 1984 utnämndes han till Earl av Stockton och Viscount Macmillan av Ovenden. Han är den siste icke-kungliga mottagaren av en ärftlig pärsvärdighet. Han tog titeln från sin tidigare parlamentsplats i utkanten av Durhams kolfält, och i sitt jungfrutal i överhuset kritiserade han Thatchers hantering av kolgruvearbetarnas strejk och hennes karakterisering av strejkande gruvarbetare som "den inre fienden".:370 Han fick en aldrig tidigare skådad stående ovation för sitt tal, som inkluderade orden:
"Det krossar mitt hjärta att se – och jag kan inte lägga mig i – vad som händer i vårt land i dag. Detta fruktansvärda anfall, av de bästa männen i världen, som besegrade kejsarens och Hitlers arméer och aldrig gav upp. Det är meningslöst och vi har inte råd med sådant. Sedan har vi den växande uppdelningen av relativt välstånd i söder och ett sjukligt norr och Midlands. Vi brukade ha strider och gräl, men det var gräl. Nu finns det en ny sorts ondskefullt hat som har förts in av olika typer av människor."
Som kansler för Oxfords universitet fördömde Macmillan i februari 1985 dess vägran att tilldela Thatcher en hedersdoktorsgrad. Han konstaterade att beslutet innebar ett brott mot traditionen, och förutspådde att nesan skulle slå tillbaka på universitetet.
Macmillan lär allmänt ha liknat Thatchers privatiseringspolitik vid att "sälja familjesilvret". Hans exakta citat vid en middag med Tory Reform Group vid Royal Overseas League den 8 november 1985 handlade om försäljning av tillgångar som är vanliga bland individer eller stater när de stöter på ekonomiska svårigheter: "Först och främst försvinner det georgiska silvret. Och så alla de där fina möblerna som brukade stå i salongen. Sedan försvinner Canaletto.» Lönsamma delar av stålindustrin och järnvägarna hade privatiserats, tillsammans med British Telecom: "De var som två Rembrandt kvar."
Macmillans tal blev mycket kommenterat, och några dagar senare höll han ett tal i överhuset, där han hänvisade till det:
"När jag häromdagen dristade mig till att kritisera systemet blev jag tyvärr missförstådd. Som konservativ är jag naturligtvis för att alla de produktions- och distributionsmedel som nu kontrolleras av statskapitalismen återgår i privat ägande och privat förvaltning. Jag är säker på att de kommer att bli mer effektiva. Vad jag dristade mig till att ifrågasätta var användningen av dessa enorma summor som om de vore inkomst."

## Död och begravning

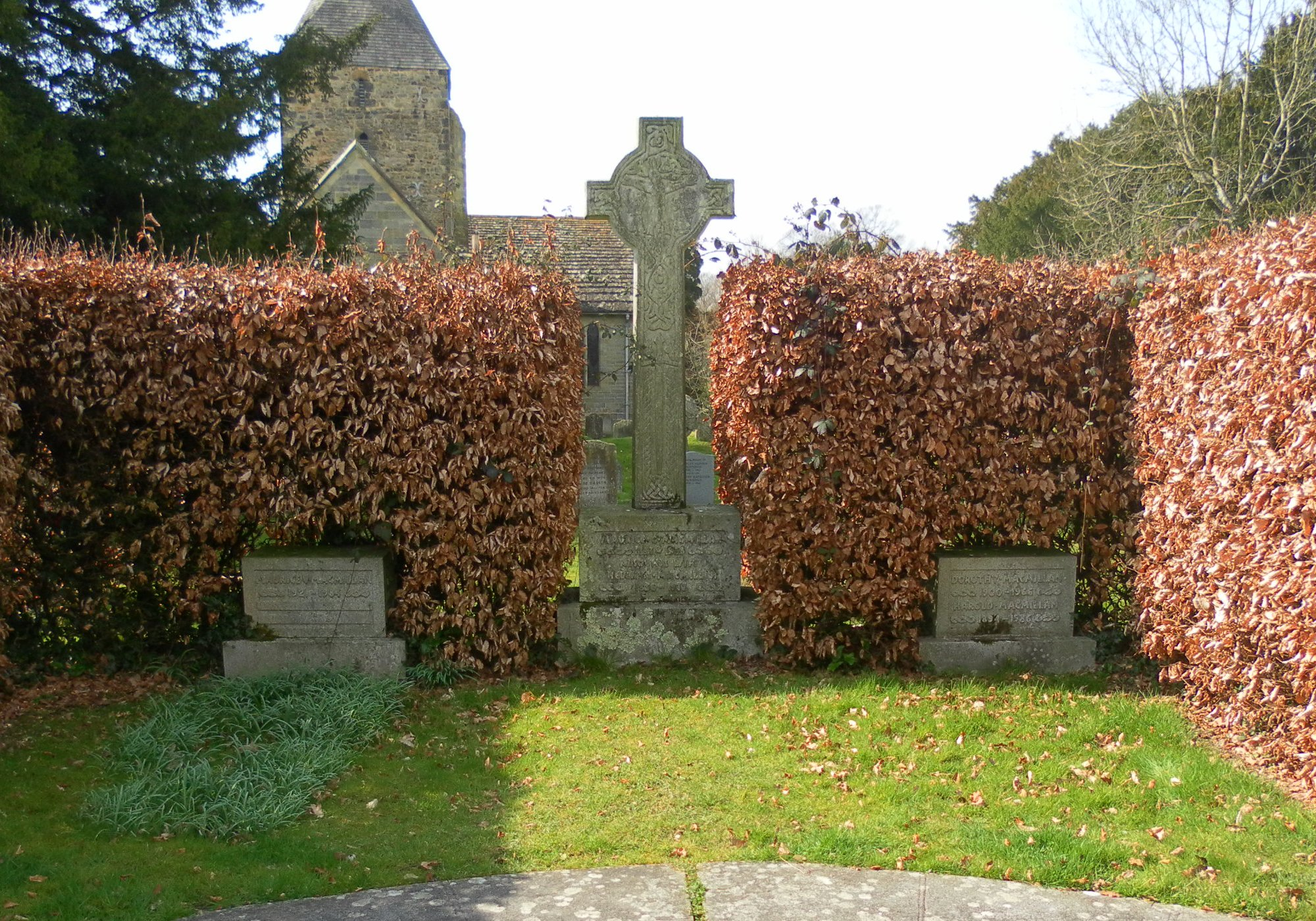
Macmillans familjegravar 2012 på St Giles' Church, Horsted Keynes. Macmillans grav är till höger.

Macmillan hade ofta spelat rollen som en gammal man långt innan den riktiga ålderdomen satte in. Så tidigt som 1948 skrev Humphry Berkeley om hur "han gör en show av att vara svag och skröplig" och nämnde hur han plötsligt hade slutat vackla och sprang mot ett tåg. Nigel Fisher berättar en anekdot om hur Macmillan först hälsade honom välkommen till sitt hus stödd på en käpp, men gick senare uppför trappor alldeles utmärkt, två gånger betedde han sig halt igen och hämtade sin käpp när han kom ihåg sin "handling". Men på ålderns höst blev han nästan blind, vilket gjorde att han behövde käppar och en hjälpande arm.
På kvällen den 29 december 1986 dog Macmillan på Birch Grove, familjen Macmillans herrgård i utkanten av Ashdown Forest, i Horsted Keynes, West Sussex. Hans sonson och arvinge Alexander, viscount Macmillan av Ovenden, sade: "Under de sista 48 timmarna var han mycket svag men helt klar och intelligent. Hans sista ord var: 'Jag tror att jag går och lägger mig nu'."  Hans ålder på 92 år och 322 dagar var den längsta av någon brittisk premiärminister tills den överträffades av James Callaghan den 14 februari 2005.
Thatcher hyllade Macmillan som "en mycket anmärkningsvärd man och en mycket stor patriot" och sa att hans motvilja mot att "sälja familjens silver" aldrig hade kommit emellan dem. Han var "unik i det brittiska folkets tillgivenhet". Ytterligare hyllningar kom från hela världen. USA:s president Ronald Reagan sade: "Det amerikanska folket delar förlusten av en röst av visdom och medmänsklighet, som med vältalighet och mild kvickhet förde fram erfarenheten av ett långt liv i offentlig tjänst till dagens problem." Oliver Tambo, ordförande för African National Congress, sände sina kondoleanser: "Som sydafrikaner kommer vi alltid att minnas honom för hans ansträngningar att uppmuntra apartheidregimen att böja sig för de "förändringens vindar" som fortsätter att blåsa i Sydafrika." Samväldets generalsekreterare Sir Shridath Ramphal bekräftade: "Hans eget ledarskap i att tillhandahålla ett värdigt svar från Storbritannien på afrikanskt nationellt medvetande formade efterkrigstiden och gjorde det moderna samväldet möjligt."

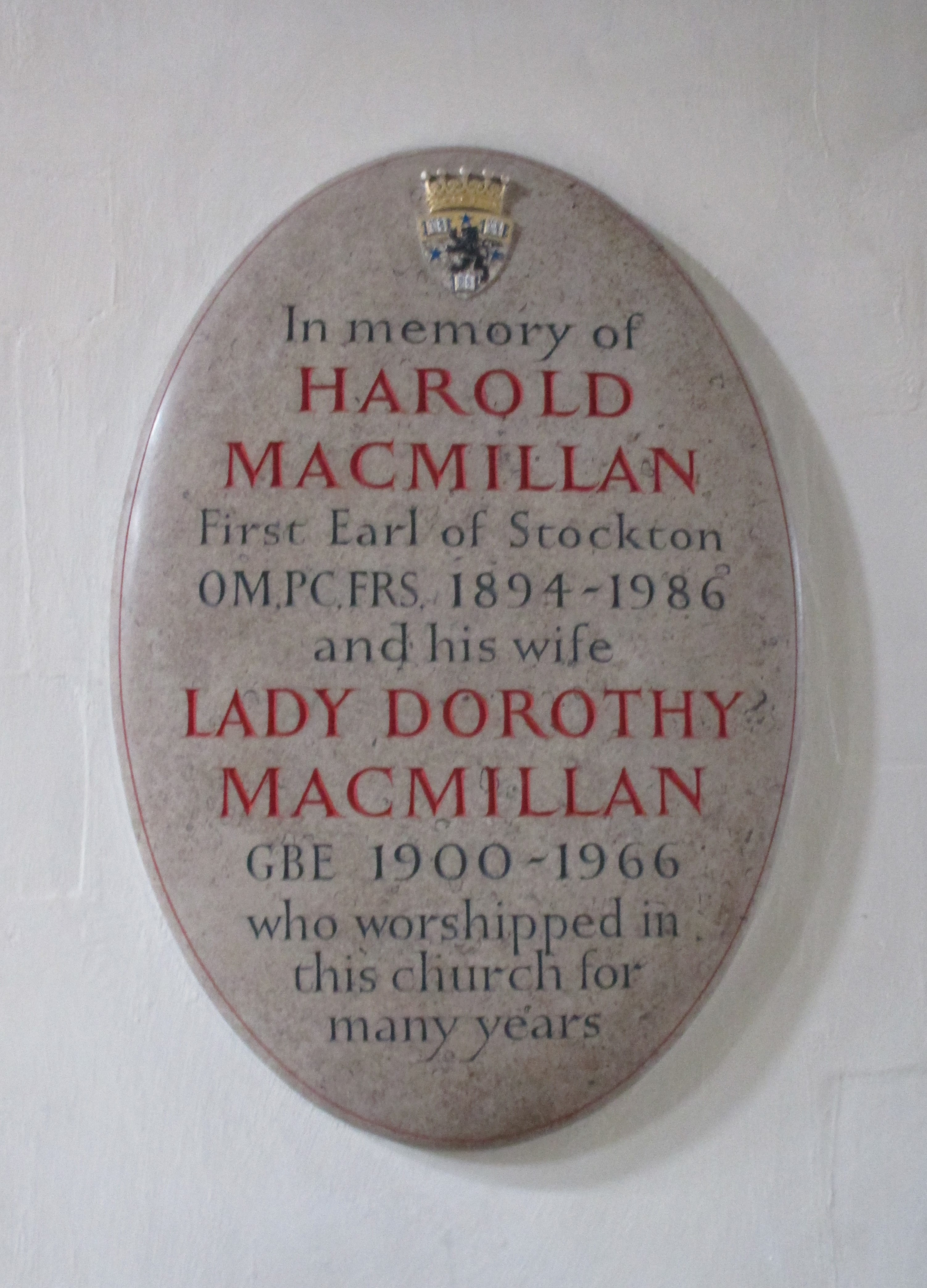
Minnestavla i St Giles' Church, Horsted Keynes

En privat begravning hölls den 5 januari 1987 i St Giles' Church, Horsted Keynes, West Sussex, där han regelbundet hade bevistat gudstjänster och läst predikan. Tvåhundra sörjande deltog, däribland 64 medlemmar av familjen Macmillan, Thatcher och de tidigare premiärministrarna Lord Home och Edward Heath, liksom Lord Hailsham, och "mängder av grannar på landet". Prins Charles skickade en krans "i beundrande minne". Han begravdes bredvid sin fru, sina föräldrar och sin son Maurice, som hade dött 1984.
Underhuset framförde sin hyllning den 12 januari 1987, med många hänvisningar till hans bok The Middle Way. Thatcher sa: "När Harold Macmillan gick i pension intog han en unik plats i nationens känslor", medan Labourledaren Neil Kinnock slog an en mer kritisk ton:
"Döden och avståndet kan inte vara tillräckligt förtrollande för att ändra uppfattningen att den period som han presiderade över på 1950-talet, även om det förvisso och tack och lov var en period av stigande välstånd och självförtroende, också var en tid av missade möjligheter och undvikna förändringar. Harold Macmillan var naturligtvis inte ensam eller ens i allra högsta grad ansvarig för detta. Men vi kan inte annat än med frustration notera det faktum att den kraftfulle och klarsynta angriparen av status quo på 1930-talet blev dess emblem under en tid i slutet av 1950-talet innan han återvände för att bli dess kritiker på 1980-talet."
En offentlig minnesgudstjänst hölls den 10 februari 1987 i Westminster Abbey, där drottningen och tusentals sörjande deltog. Macmillans dödsbo taxerades för bouppteckning den 1 juni 1987, med ett värde av 51 114 pund (motsvarande 181 601 pund 2023).

## Utmärkelser och arv
1956 blev Macmillan juris hedersdoktor vid Indiana University i Bloomington och i mars 1958 blev han likaledes juris hedersdoktor vid DePauw University i Greencastle i Indiana. I juni 1958 utsågs både Macmillan och USA:s president Dwight D. Eisenhower till juris hedersdoktor vid Johns Hopkins University i Baltimore. I juni 1961 utsågs sedan både Macmillan och Jean Monnet till hedersdoktor vid Universitetet i Cambridge.

### Historikers bedömningar av Macmillans tid som  premiärminister
C.P. Snow skrev till Macmillan att hans rykte skulle bestå eftersom han, liksom Churchill, var "psykologiskt intressant".
En tidig levnadstecknare George Hutchinson kallade honom "The Last Edwardian at Number Ten" (1980), felaktigt enligt Nigel Fisher. Fisher beskrev honom som "komplex, nästan kameleont". Ibland framställde han sig själv som ättling till en skotsk torpare, som affärsman, aristokrat, intellektuell och soldat. Labourledaren Harold Wilson skrev att hans "roll som posör i sig var en pose". Wilson menade också att bakom den offentliga nonchalansen låg ett riktigt proffs. Fisher skrev också att han "hade en talang för att föra en progressiv politik men presentera den taktfullt i en konservativ ton".
Historikern John Vincent utforskar den bild som Macmillan skapade av sig själv för sina kollegor och väljare:
"Han framställde sig själv som patricier, som den siste edvardianen, som whig (enligt traditionen från hans hustrus familj), som en romantisk tory, som intellektuell, som en man formad av kamratskapet i skyttegravarna och av 1930-talets lågkonjunktur, som en slug affärsman av borgerlig skotsk härkomst och som en vördnadsvärd äldre statsman som känner sig hemma hos den moderna ungdomen. Det fanns något i alla dessa åsikter, som han inte gjorde mycket för att avskräcka från, och som åtnjöt allmänhetens respekt fram till början av 1960-talet. Huruvida han någonsin var en mainstream konservativ, snarare än en skicklig exponent för efterkrigstidens konsensus, är mer tveksamt."
Alistair Horne, hans officiella levnadstecknare, medger att Macmillans tid som premiärminister efter hans omval 1959 drabbades av en rad stora motgångar.
Campbell skriver att: "en avliden utvecklare som försmäktade på de bakre bänkarna ... på 1930-talet tog Macmillan tillfället i akt när det kom med stil och hänsynslöshet, och [fram till omkring 1962] fyllde han det högsta ämbetet med övertygande stil". Han hävdar dock att Macmillan är ihågkommen som "en ganska sjaskig trollkarl", känd för premieobligationer, Beechings nedskärningar i järnvägarna och Profumo-skandalen. Han är också ihågkommen för sin "stop-go"-ekonomi. På 1980-talet sågs den åldrade Macmillan som "en vördad men lätt patetisk figur".
Dominic Sandbrook skriver att Macmillans sista veckor var typiska för hans tid som premiärminister, "försåtliga, teatraliska och egoistiska". Macmillan är mest ihågkommen för det "överflödssamhälle", som han ärvde snarare än skapade i slutet av 1950-talet, men ministrar kom och gick och i början av 1960-talet var den ekonomiska politiken "inget mindre än en enda röra", medan hans prestationer inom utrikespolitiken inte gjorde någon större skillnad för allmänhetens liv. När han lämnade sitt ämbete var han, i stort sett utan att sörja över det då, inte förknippad med välstånd utan med "anakronism och förfall".
D. R. Thorpe skriver att i början av 1960-talet sågs Macmillan som "symbolen för allt som var fel med det anakronistiska Storbritannien. Det var en orättvis anklagelse." "Essensen av hans persona var lika svårfångad som kvicksilver." Han var inte medlem av "etablissemanget" – i själva verket var han en affärsman som hade gift in sig i aristokratin och en rebellisk kansler i Oxford. "Han hade stil i överflöd, (och) var en stjärna på världsscenen". Thorpe hävdar att trots sitt tal 1960 om "Winds of Change" drevs han till stor del till snabb självständighet för afrikanska länder av Maudling och Macleod.
Richard Lamb hävdar att Macmillan var "den överlägset bäste av Storbritanniens efterkrigspremiärministrar, och hans administration presterade bättre än någon av deras efterträdare". Lamb argumenterar för att det är orättvist att beskylla Macmillan för den alltför snabba afrikanska självständigheten (vilket resulterade i att många tidigare kolonier blev diktaturer), eller för Beechingplanen (som accepterades av Labour 1964, trots att Macmillan själv hade reservationer och hade bett statstjänstemän att utarbeta planer för extra vägbyggen), och hävdar att om han hade stannat kvar vid makten skulle Macmillan aldrig ha tillåtit inflationen att gå så långt som den gjorde i 1970-talet.